# Saku sakuの出演者、登場キャラクター
saku sakuの出演者、登場キャラクター（サクサクのしゅつえんしゃ、とうじょうキャラクター）は、独立放送局などで放送されていたテレビ神奈川（tvk）制作のバラエティ仕立て音楽情報番組『saku saku』の出演者と架空のキャラクターを記述する。

## MC
あかぎあい
2001年4月〜2003年3月までを担当。
宮崎県育ちの純情派南国娘。「エスポワ〜ル横浜第2」の住人。2年間入居。多弁で率直な性格で、在任時はトークの際に常に目線はジゴロウに合わせるか正面を見据えて喋り、放っておくと暴走しがちなジゴロウ（=黒幕）に対しまとめ役を果たすなど、本番組の隆盛の基盤を築き上げた功労者といっても差し支えない。
香取慎吾の大ファンであり、番組内で「あたしは香取慎吾と結婚する!」と度々本気で発言し、番組初期を代表する名言として語り継がれている。
セミの気持ちが分かる女を自称したことから、ジゴロウが「よく話しかける言葉は何?」と質問したところ、「あと何日なの?」と答え、ジゴロウから「死のカウントダウンじゃねーか!」と盛大に突っ込まれた。
ゴッドハンドの持ち主で、当時ジゴロウがコレクションしていた兜の食玩をコンプリートした。見返りとして自動車教習所の送り迎えと、その合間にSMAPの話を仕入れてきて聞かせるいう約束を取り付けた。
後任の木村カエラと比べると印象が薄いが、あまり漢字に強いタイプではない。
自動車免許取得後、番組の企画にてジゴロウとドライブ。しかし、その際レンタカーに初心者マークを付け忘れたため、各所からお叱りを受けた。
へそを見せることは、特に合格祈願に御利益があると言われ一時伝説化されていたこともあった。
番組終盤は「メール読みマウス」というキャラに変身する事があったが、いつも嫌がっていた。
卒業記念プレゼントで青島の鬼からSMAPのDVDを貰い、収録中という事を忘れ本気で歓喜した。しかしジゴロウから貰ったガンプラ（MGゲルググ）に対しては露骨に嫌な顔を見せた。また、あかぎが大ファンである山崎まさよしからは卒業時にコメントが届いた。
2003年3月28日の放送をもってレギュラー出演を終了したが、その後インディーズバンド“LOVE&PEACH”のボーカルとして一度VTR出演している（2003年4月23日放送）。
その後、本人の出産・育児の関係もあり表立って活動はなかったが、2009年4月6日から1週限定で6年ぶりとなるMC復帰を果たした。出演時には6年という長いブランクにもかかわらず、黒幕（＝ヴィンセント）との親和性の高いトークを展開し、屋根の上体制における初代のMCであることも相俟って、これ以降“屋根の上のレジェンド〔=伝説〕”と称されるようになる。
屋根の上体制の最終日である2014年3月28日の放送にも、歴代MCの一人として番組に出演。このとき初めて他のMC（中村，三原、トミタ）と直接顔を合わせることとなった（因みにあかぎ以降のMCは、それぞれゲスト出演やイベントの際に共演を果たしたことがあるが、あかぎ本人だけがこれまで対面したことがなかった。このことが彼女をレジェンドと呼ばれている理由の一つとなっている。）
- 愛称
  - 「あいちゃん」
  - 「純情派南国娘」 - MC時代の字幕より
  - 「伝説の初代MC」 - 2009年の限定復帰時に黒幕が発言

- 血液型: O型
- 誕生日: 1980年5月9日
- 必殺技
  - あかぎチョップ
  - あかぎ鉄バット- 宮崎クエストの際に披露
  - かめはめ母- 2009年の限定復帰時に披露

木村カエラ
2003年4月〜2006年3月までを担当。
「エスポワ〜ル横浜第2」102号室の住人という設定だったが、いつの間にか201号室の住人となっていた（2005年7月26日放送より）。家賃は13万8,000円。本番組がtvkの金看板として、その隆盛を決定付けることになった立役者の一人。
根は真面目な考え方をしているが、気分屋の面が強く兎角マイペースな生粋の“自由人”である。とりわけ番組収録中に空腹になると途端にテンションが下がる事があり、そのことについて度々からかわれた。
「俺パソ」が登場して以降はお便り読みも担当するようになるが、漢字の読み間違いが多く、かつその間違え方が尋常ではなかったことから、良くネタとして弄られていた。代表的なものに“小児科”を“こじか”と読んでしまった「小児科事件」や、“猪”を“狼”と読み間違えた「狼事件」などが挙げられる。
番組のエンディングでヴィンセントの手を持って振るが、収録が終了した途端にその手を屋根に叩きつけ、そっぽを向いていることが指摘され、「パシフン（ヴィンセントの手をパシッと叩きつけ急にフンと視線をそらすこと）」と言われてヴィンセントや視聴者にからかわれた。
非を認めない性格で、上記をはじめとして様々な裁判にかけられた。遅刻が多い点も黒幕にネタにされた。
奇抜な髪型や服装などをすることも多いが、どういうわけか不思議と馴染んでおり、その度に「こんなのが似合うのは唯一あなただけ！」とヴィンセントからよくコメントを受けている。
自ら偶像を作ることを嫌うため、たとえゲストの話であろうと「ごめん、聞いてなかった」と平気で口にし、自らが知らない話に対しては終始ノーリアクションであることも多く、黒幕からは「置物みたい」とからかわれた。その一方で同世代または自分よりも年下のゲストが来た場合は、一転してよくしゃべる事が多かった。
このマイペースで自分の知らない分野の話には深く関わらず、あるいは関わろうとしない性格が最大の特徴であるが、それでも好感度が下がらず人気がある点を黒幕は大いに嫉妬している（2009年3月限定復帰時に明言）。
黒幕とは妙に気が合う面があり、ご意見番からは黒幕と木村の共通点として「怒る様が似ている」ことや「同じくらいのバカ」である点が指摘され、木村の精神年齢が高い事が一因とされた。「黒幕とチワワが空腹で倒れていたら?」と聞かれた際に、「黒幕!」と即答したことがある。
2006年3月31日放送をもって出演終了（番組内では「MCを辞職」と表現）。
本人曰く「辞職後も番組を見られる時は見ている」。2006年7月3日〜7日にゲストとして屋根の上に登場、現MCと前MCが初めて共演することとなった。その後も新曲が発売される度にゲストという扱いで「エスポワ〜ル横浜第2」に帰ってくる（2010年1月現在6回登場）。
自身では現MCと前MCの共演を「現在の彼女と元カノが顔を合わせているようなもの」と例え、「今の彼女（=当時のMC）」に相当する立場から見たらやり難いだろうと、中村優時代にゲスト出演した時にその心情を代弁したことがある。
また黒幕に対する（自分も含めた）歴代MCを“虐げられた女たち”と表現する。
辞職後、黒幕からは「背は小さいが、態度がデカい人」とよく言われるようになり、本人曰く「いろんな世界を知った」とのこと。
2009年3月30日から1週限定で3年ぶりにMCへ復帰を果たした。また同年6月15日〜19日にもゲストとして屋根の上に登場し、4代目MCの三原勇希とも顔を合わせている。初代MCであるあかぎあいとは直接屋根の上で顔を合わせたことはない。
- 愛称
  - 「カエラちゃん」
  - 「タメ口姫」 - saku saku初登場時に、いきなりタメ口で話した事から
  - 「置物」 - ゲストが来るとあまりにも喋らなかったため
  - 「ちょいチンピラ」 - 2009年の限定復帰時に黒幕が発言

- 血液型: A型
- 誕生日: 1984年10月24日
- 嫌いな言葉: 「萌え」
- 得意な物まね: 浜崎あゆみ、こずえ鈴、松任谷由実、コジコジ、おっくー（木村のマネージャー）、黒幕（リアクションのみ）、日本語を喋る外国人（父親の影響）、酔っ払い
- 必殺技
  - 「口から火」 - 木村が「ジゴロウ/ヴィンセントばっかりコラージュ（デジタル合成。ジゴロウ「鮭の産卵」やヴィンセント「ボルケーノ」等）使っている」と発言したことから設定された。
  - 「赤爪の女」 - 2009年の限定復帰時に披露

- 体の匂い（通称「カエラ臭」）「お花畑の匂い」

中村優
2006年4月〜2009年3月担当。
2006年4月3日放送分より「エスポワ〜ル横浜第2」に新規入居。当初は、前任者の木村カエラよりも漢字が読めるなど利口で物知りと思われたが、徐々に一般的な物事をあまり知らないことが明らかになる。ゲスト出演で再登場した木村からも「私と同じぐらい物を知らないと思う」と言われる。代表的な例として、視聴者から送られてきたイタリアのピサの斜塔の写真を見て「これはわざと斜めにして撮ったんですかね?」と大真面目に発言したことから、ツッコミ大好きである黒幕をして「え? え? ちょっと」と一瞬言葉を失なわせさせ、周囲をどよめかせた。
中学3年の時には通知表オール5を記録するなど勉強はできるが、特に世俗的な事柄・内容には疎い傾向があり、このことからカンカンに「鍵を無くした箱入り娘」とのキャッチコピーをつけられた。
またリアクションが年齢からすると古い（「ポリポリ」と言いながら頭を書く仕草をする等）ことから、年齢詐称疑惑を黒幕に指摘される。
育ちは奈良だが、母方の祖母の家がある鳥取で出生している。そのためか、同じく鳥取県出身の米ックスと妙に気が合う。
上記の理由から本来は米ックスをフォローする立場にあるはずだが、意外と米ックスに対する対応は冷たいときもある。DVD『定刻の逆襲』の鳥取ロケでは、米ックスの言動に対し「なんか、結構振り回されてますね? 私たち」と発言し、黒幕から「本当は、結構冷たいんだねー」と突っ込まれた。　
決めゼリフは「“マック”やないっ! “マクド”やっ!」。その後「“マクド”やないっ!　“マクド”やっ!」へと変化した。中村は高校時代にマクドナルドでのアルバイト経験を持つ。
2006夏祭りの企画で、ヴィンセントへ「ブンジ跡」（武蔵国分寺跡、黒幕の母校である府中高校の裏にある）での決闘を申し込むというネタを用意したが、マネージャーと一緒に出かけたのは黒幕の母校ではあるが少しズレた「三鷹二中」の裏の林であった。都下育ちである事に独自のプライドを持つ黒幕からは「都下を知らなさすぎ!」とバカにされた。
2006年秋にKBS京都でのネットが開始された際、番組で「やった! （奈良の実家でも）京都テレビは映りますよ!」と言い、これは関西育ちであることがよく現れた発言であった（関西発行の新聞のテレビ欄ではKBS京都は「京都テレビ」との表記が多い。また黒幕が「KBS」や「京都放送」でなく「KBS京都」と呼んだことも、黒幕が独立U局関係者であることを物語るエピソードである）。その後も、奈良の親族や友人はsaku sakuを「京都テレビ」で見ていると発言している。
地元にいた頃は奈良のジャスコ（=ならファ）によく遊びに行っていた。
空気を読めずにとてつもない天然ボケをかます事がある。自身が作ってきた「たこ焼きロシアンルーレット」で自らハズレ（1つだけ中にカラシが入っていた）を引き当て自爆。さらに木村カエラがゲストで屋根上に"帰省"した週には黒幕の長所を尋ねられて「バブルを味わっている」と答え、木村をも大笑いさせた。
良くも悪くも“優等生”なタイプで、事実、真面目で品行方正な人物として周囲からも捉えられている。しかしこのことが仇となっているのか、同時に努力が空回りしがちなタイプであり、例えば積極的に番組に参加しようと自ら自信のあるネタを紹介するも空回りしたり、周囲が盛り上がった時に一言発言しスベるパターンが多い傾向にある。このことから、周囲曰く“シケシケ”の状態を引き起こすと言われるようになり、それを黒幕は「シケシケ爆弾投下」と表現した。その一方、現場が大人しい時に切り出したり、散々突っ込まれた後で切り返す時にヒットを飛ばす傾向があり、ネタを潰す傍ら別の展開に繋がる“種”も案外に蒔いていることもあった。黒幕曰く「優ちゃんはあまりのびのびと気持ちよくトークさせない方が本領を発揮できるんだねー」とのこと。
木村カエラとは異なり、メール等を読む際に漢字が読めないことで突っ込まれることは少ない。その代わり途中で噛む事は多い方で、特に決め台詞のようなことを口にする時に顕著な傾向がある。その度に周囲からダメ出しをされてしまう。
ヴィンセントからは「急な大声に怯える」習性を利用されたり、ヴィンセントによる毒針に刺された時のリアクションの秀逸さから“針刺されアイドル”なる称号もある。
妹とは当初仲が悪いとされ、不仲ネタとして多々弄られ、実際に中村は妹の話題になると頑なな反応を示すことが多かった。しかし2008年に入り「妹とメール連絡をとるようになった、しかも絵文字とかも使っていたりして以前じゃ考えられない」「妹も上京したら一緒に住む可能性もある」等発言し、雪解けムードにあるとのこと。
「ギターを弾こうZ」のコーナーでは黒幕よりレッド・ツェッペリンの「天国への階段」を課題曲に授けられてのギター指導を受け、中村曰く「家でもずっとギターを持って練習した」というほど高い興味を示し、のちに「中村優のうた」を自作するに至った。「天国への階段」の上達具合を披露した際に黒幕からは「朝から「天国への階段」弾いているグラビアアイドルなんてあなただけですよ!」と喜ばれた。
玉子焼きの味付けには一家言あるようで、関東風の甘い味付けには般若のような顔で怒ることを周囲から弄られている。尚、この件に関しては本人も否定しないとのこと（2008年12月8日の放送分より）。
料理をすることが好きでかつ得意のようで、番組内でも時折持ち込んで周囲に振舞ったことがある。評価もかなり好評で、ヴィンセントより「このことを仕事に活かしたら？」とコメントするほどの腕の持ち主とのこと。
相手の話を真に受けやすいところがあり、明らかにネタ的な設定にもかかわらず、真っ正直に捉えてしまう傾向がある。例えばヴィンセントより「貴方は友達のいないグラビアアイドルとして売っているんだから!」と友人の少ないことを弄られたことで、視聴者からも「一人でも寂しくない方法を教えて下さい」との投稿が寄せられたが、これに対し中村は「お気に入りの公園とかを見つけておくと良い、大きな公園だと色んな人が来ているからそれを眺めるのも楽しい」と回答し、あながちネタでもないのでは…と邪推しそうな自爆的発言で出演者一同を爆笑させたことがある（2009年1月15日の放送分より）。
2009年3月27日放送をもって番組MCを卒業。その後、2009年5月18日〜22日にゲストとして屋根の上に登場した。
2011年になっても黒幕にメールをたびたび送ってくる（なお番組内で紹介された中村のメールによれば、黒幕は一切返信していないらしい）。かえってそのために黒幕から「暇なんじゃねえか」といじられる羽目になり、あげく「暇村優」というニックネームをもらうことにもなってしまった。それに対し中村本人は「暇なんて微塵もないですよ」「ちょっと時間があるだけです」とメールを送り住人たちを爆笑させ、黒幕も「腕を上げた」と感心していた。
- 血液型: AB型（ヴィンセントのA、米ックスのB、浪人生のOと合わせて番組出演者での血液型グランドスラム達成となった。後に加入したカンカンと三原勇希もAB型であった）
- 奈良県奈良市出身
- 好きな漫画は「幽☆遊☆白書」「美少女戦士セーラームーン」
- 愛称:「優ちゃん」「（トークの）消防隊員」「台無しちゃん」「近畿のトーククラッシャー」「台無シスターズ2号（1号はいきものがかりの吉岡聖恵）」「鍵を無くした箱入り娘」「ゲレンデの赤ん坊」「暇村優」（2011年から）
- 得意なものまねは「野原しんのすけ」（2008年8月15日の放送分にて、同様の物真似を得意とするステファニーと対決し、撃沈させている）。
- 趣味: ヨガ
- 誕生日: 1987年5月13日。2007年3月30日の放送(tvk)では「1986年5月13日」と間違って紹介されたことがあった。
- 必殺技: ピュアピュア光線、身長約170cmチョップ、グラビアアタック、シケシケ爆弾、昇龍拳、波動拳、必殺技、(人生の…)シュラバウアー、シュークリーム・イカガー。
- 喋る時のテロップの色: 赤

三原勇希
2009年4月13日〜2012年3月30日担当。
2009年3月に高校を卒業し、大学入学（英米文学専攻）のため上京。2009年4月13日放送分より「エスポワ〜ル横浜第2」に入居。中村優の後を引き継ぎ4代目MCに就任。番組初の平成生まれのMCとなった。大阪府東大阪市出身。
番組への初登場は2008年3月31日より、毎週月曜日の「速報! 神奈川県で最も売れているCDシングル週間売上ランキング」にて「チャート娘」として登場した。この三原の初登場の週の時に、中村優が仕事の都合で番組を欠席した上、改編のタイミングと偶然合ってしまったことために、一部でMCが三原に変更になったと誤解を招くことになった。尚、屋根の上においては2008年7月11日放送分(4ブロック目)において初めて登場した。
見かけに反し、活発で奔放な性格の持ち主である。スタッフや視聴者(サクサカー)の当初の印象とは裏腹に、根っからの突っ込み気質からさり気なく周囲に対して毒舌を発揮したり、攻撃されてもすぐさまやり返すという気の強い一面をのぞかせており、ヴィンセントとの絡みはさながら"どつき漫才"の様相に近い印象が窺える。黒幕曰く、一見お嬢様タイプだけど実は結構DVタイプとのこと。
そのような行動的なキャラではあるが、初めての仕事ではかなり緊張し易いとのこと。就任前に屋根の上へ初めて登場した時は緊張しすぎて何をしゃべっているか分からなかったと、当時自身のブログでコメントしている。MC初登場の週でも、当人はまだ緊張はしていたとのことだが、スタッフとは以前から面識があったことから、周囲から思ったより馴染むのが早いとの感想がコメントされた。
以前ネタふりで、関西弁でヤンキー風に喋るところが堂に入っていたことを受け、ヴィンセントより"元ヤン"みたいとからかわれている。当然のことながら本人は否定しているが、視聴者からもイラストの題材に用いられるなど、その方向性で定着している感があった。
その場の勢いとノリに任せて、適当に話を合わせたり交わしたりする傾向があるためか、“チャラい”女とも弄られている。
高校時代は、バレーボール部に所属しポジションはセンターだったが、当人はレフト(若しくはライト)をやりたかったらしい。また文化祭では漫才大会がイベントとして開催され、突っ込み役を担当していたとのこと。
声の高さには絶対の自信を持っており、今まで大阪で負けたことがないと言い放っている。自称400戦無敗とのこと。特にお互いに競い合いながら出し合うとより高い声が出せるとのことで、初登場の週でそれを披露し周囲を感嘆させた。(2009年4月17日の放送より)
関西弁で喋ることにアイデンティティをもっており、上京後も特に矯正はしていなかったが、最近友人たちに訛りが出なくなったとの指摘を受けたので、寧ろ普段から関西弁のアクセントになるよう心がけているとのこと。
先代MCの中村と異なり、近くで大声を出されて驚いたりすることはなく、物事に動じない一面が見られる。本人は不意にやられると怯えると言っていたが、その後にヴィンセントやカンカンから唐突にやられても、特に動じることはなかったことから、胆の座った人物ではあることが窺える。
自身では痛みに鈍感なタイプと語っている。足の指が骨折したり、靭帯を切ったりしたときも、痛めた当初はそのことに暫く気付くことはなかったとのこと(2009年5月21日の放送より)。2011年3月頃に右手首を骨折し、3月17日からの放送分ではギプスを着用して出演したが、そのときにも(骨折の痛みよりむしろ)患部が腫れてきたために医者に行ったと話している(2011年3月18日の放送より)。因みに3月18日の放送では黒幕から「骨折のうた」を奉られている。
先述のように突然骨折に見舞われたりなど、事務所側からみて所謂“問題児（注意人物）”の要素があるためか、前任のマネージャーから次の担当へ引き継ぎの際に、何をしでかすか分からない傾向があるのでよく注意するようにと言われていることを、三原本人から番組中に披露した。
他にも持ちネタ(特技)として、手品を披露したり、意図的に眼球をはっきりを動かすことができる。これらの特技を披露した後“三原マジック”とポーズを決めるのがMC初期の頃のお約束のパターン。(2009年5月4日の放送より)
動物占いの話題が出た際に、自身では“黒ひょう”だと言っており、“トラ”であるヴィンセントとは相性が良いことを話していた。但し、三原の動物占いによるタイプは、実は“狼”の間違いである。“黒ひょう”は3代目の中村優で、同じ“狼”には初代のあかぎあいが相当する(2009年6月30日の放送より)。
番組の収録が長時間にわたるため、「金曜日放送分の収録になると(疲れてきて)座ったまま寝る」とヴィンセントに度々からかわれている(2009年6月8日の放送など)。
視聴者からの投稿において、(普段は寝てることが多いくせに)その内容が自分の話題になったり誉められたりすると、急にテンションが上がると突っ込まれている。このことに対して本人曰く、テンションは特に変わる訳ではないが、つい思わず反応してしまうとのことだと弁明している。
ファッションには人一倍興味があるとのことで、私物・衣装含め色々とこだわりを見せているが、ヴィンセントから見れば突込みどころ満載のようで、帽子を被れば漫画家とかロシア人、耳飾をつければ韓国のり、ネックレスをつければサナダムシ、衣装の柄によってナマコや投網等というように、数々のネタにされて弄られている。そのことから、週の始まりにあたる月曜1ブロック目は“ヴィン子のファッションCHECK”なるプチコーナーが登場したことがあった。
笑い方において、蛇か何かが首を締められたような声で笑う特徴がある。
みんなでうたおうZのコーナーにおいて、決めポーズのZが逆向きになってしまうことが多い。本人もオンエアで見返してそのことに気づいて注意はしているようで、しばらくたってからようやく矯正された。
2012年3月30日に屋根の上から卒業。その後、2015年11月19日と26日にはビナウォークからのロケリポート担当として再登場。
- 愛称 
  - 「勇希ちゃん」、「三原っち」、「三原山」
  - 「東大阪のクロナマコ」(2009年7月7日の放送より,腹黒な一面から)
  - 「眠り姫」(2009年7月16日の放送より,収録中に良く寝ることから)
  - 「阪奈道路の鬼サソリ」(2011年7月27日の放送より,外見が元ヤンのような印象を受けることから)

- 誕生日: 1990年4月4日
- 出身: 大阪府東大阪市
- 血液型: AB型
- 高校時代の部活: バレーボール。練習中に足の靭帯を切る怪我をしたこともある。
- 好きな食べ物: イチゴ、焼肉
- 特技: 高音、手品等
- 喋る時のテロップの色: 赤

トミタ栞（とみたしおり）
2012年4月2日〜2015年3月27日担当。1994年2月1日生まれ。岐阜県高山市出身。ソニー・ミュージックアーティスツ所属。血液型はAB型。
2012年3月より本人のオフィシャルサイトで早々に、5代目MC就任予定の報が掲載されるも、プロフィールとして上記の情報と写真が公開されているだけであった。2012年4月2日、本放送、およびtvkのsakusaku公式サイト  でベールが明かされることになった。テレビへの出演はおろか、芸能界での仕事自体、このsakusakuのMCが初という状況であった。
初出演の週は緊張でガチガチに固まっていてヴィンセントからは「土器」と呼ばれた。
たむらぱんも同郷。岐阜県立吉城高等学校に通っていた。
実家は父親が店主のラーメン店「豆天狗」であることを明かした(ゲストのタニザワトモフミに「好きなラーメン屋どこですか？」と質問され、対応に苦慮し自ら告白する形となった)。その発言以降、高山観光をするサクサカーが増加した。
出演開始当初は、saku sakuの収録のために週1回、高山市の実家から新宿まで高速バスで移動し、そこからは電車で横浜の収録スタジオまで通勤していた。自動車運転免許の取得中で、免許が取れたら上京すると語っていた。また、当時は出演中も土日にアルバイトをしていると発言。ちなみに岐阜県ではかつて岐阜放送がネットしていたが、トミタ就任中はネットされておらず、初期はそこを白井ヴィンセントに突っ込まれていた。
運転免許については2012年5月14日の放送にて取得したことを報告。その後2012年8月8日の放送にて「こっちに（引っ越して）来た」と明かした。
また、家族全員そろってサザンオールスターズのおっかけファンであることを公言した。その為、家族総出でサザンのライヴに行く時は「サザンの日」という看板を掲げて店を臨時休業にしているという（saku saku 2012年5月1日（火）放送分より）。
黒幕がよく話すテーマの中で、鉄道については自ら電車の撮影をするなど関心を持つようになったが、三国志や戦国時代についてはほとんど興味を示さない。
「フランスの首都はドン」「富士山は頂上まで15分で歩いていける」「教養ってどういう意味」などときどき珍言を発し、黒幕他屋根の上の住人やサクサカーをざわつかせることがある。
ちくわぶが苦手。今まで食べた事は無かったが、食べてみたと番組で報告。ちくわぶ好きの黒幕に対して「何がおいしいんですか？」と訊き、「モチャモチャしてる」「どうも期待ハズレ」「あの物体に歯を入れるのがイヤ」と感想を述べており、苦手な様子がうかがえる(saku saku 2012年10月25日（木）放送分より)。
また、クモが苦手だが、カメムシは触ることができると発言している(saku saku 2012年5月15日（火）放送分より)。
レンタルショップ形態に変更後は、「カシカシかながわみらい店」の中堅バイトという設定で出演し、2015年3月27日出演分をもって卒業。その翌週にゲスト出演。以降も歌手としてゲスト出演することがある。
- 愛称：タートミ、しーちゃん
- トレードマークはオーバーオール（初回出演時に着用）
- 必殺技：タートミネック、タメパンチ、豆天狗（怒ると天狗の面を着けて「豆天狗！」と叫ぶ。怒られたキャラクターは画面上で小さく表示されてしまう。）
- 喋る時のテロップの色: 赤

NANAE（7!!）
2015年3月30日〜2017年3月31日担当（レンタルショップ形態としては2代目）に就任。沖縄県出身・在住。すでにアーティストとして活動している人物のMC起用は番組初。
「カシカシ沖縄店から転任してきた中堅スタッフ」という形で就任。
もともと7!!として活動していたため場慣れしており、かつてのMCの木村カエラやトミタ栞が出演開始間もない頃は番組内でほとんど話せなかった のと比較すると当初から番組の中で自分らしい明るさや心配りを出せていた。また、歴代MCはほぼ例外なく「弄られ役」的な一面があったが、NANAEについては相手役が黒幕ではなくカンカンや鈴木であることもあって、そういった扱いはほとんど受けておらず（たまに弄るのは五郎くらい）、歌声や容姿を素直に褒められることが多い。共演者たちの中に弄られ役やボケ役に相当する者がいることもあって番組をまとめるしっかり者の印象もある。
五郎との対決コーナーではいつも真剣な表情で、負けず嫌いな面も見せた。
私服姿の写真や映像が番組内で公開される時には黒のハット・丸メガネ（通称：滝廉(たきれん)メガネ）・MA-1・黒のスニーカーを身に着けていることが多く、NANAEスタイルと称された。
- 愛称
  - 「ななちゃん」（カンカン・あゆみくりかまきが使用）
  - 「NANAEちゃん」（上々軍団加入以降スタッフも含めて全員が使用）
  - 「なー」（たまに五郎が馴れ馴れしい感じで使用）

## 出演キャラクター
増田ジゴロウ
2001年4月〜2005年7月1日までを担当。
ジゴロウとペパーの降板問題については増田ジゴロウ#『saku saku』降板問題を参照。

白井ヴィンセント（しらいヴィンセント）
2005年7月に入居した「エスポワ〜ル横浜第2」の現管理人。オランダとベルギーの国境あたりで活躍していたパペットだが、元老院議会の決定により黒幕が操縦することになった。黒幕が操縦することになったのは、ヴィンセントが「ネオフワフワ系」ゆえに操縦者の選別が困難だったため、強力なフォースを持つ「黒幕」に依頼することが良策と議会で決定したからである。少年サンデーで好きなマンガは『タッチ』で、「南ちゃんをさがせinベルギー」を行ったことがある。
ちなみに公式HP等ではヴィンセントの出身地としてオランダとベルギーの国境辺りとされているが、そこに住んでいたのは黒幕の前のパイロットであるクロマキッヒという人物であるので、正確にはヴィンセントの出身地とはいえない。
ヴィンセントはモビルスーツであって人物ではないのに、当初から出身地の思い出話をするなど設定がメチャクチャであった。しかし半年も経過するとその設定も忘れ、普通に黒幕の過去の話をするだけになり出身地のことは触れられなくなった。
登場してしばらくの間は黒幕の地声であったが、2005年7月29日に視聴者からの投票で声を決めると発表。8月15日放送分より「クールな少年系」のテクノボイスに変更。
2006年4月から、帽子の頂部分が開閉できるようになった。
2006年11月24日から、ボルケーノ訓練学校(略して「ボル訓」)で必殺技の一つ「ボルケーノ」を修行してきたことにより、火山噴火の活動方法を変更した。それにより、今まではメッセージが二人にかぶって読みづらかったりしたが、これからはもっと高いところまで火山灰を噴出させられるため、アパートのあるトウフ山の上の青空・夕焼け空を背景にメッセージを表現することが可能になった。少々長いメッセージでも可能とのこと。
2008年1月にパペット(モビルスーツ)が新調される。
血の色は灰色とのこと(2008年8月19日の放送より)。
代表的な口癖に、「おいおいで」、「〜的」、「因みに」、「まーまーまー」（場を収める）等がある。『となりのトトロ』のメインテーマのサビ部分に続けて掛け声的に「フワフワ」と相の手を入れるのがしきたり。
屋根の上(アパート界隈)の雑草をトトロ並に急速に成長させることが可能とのこと(2008年9月5日の放送より)。
キノコに関して(特にアパートに固有で生息する品種について)非常に詳しいと自負している(2008年9月第2週の放送より)。
腐海の研究でノーベル賞を受賞したことがあるとも自称する(2008年10月第4週の放送より)。
衣装は、初代は「日本を勘違いした外人」のイメージで（初登場時の放送より）、赤い着物に雪駄というものであった。2009年4月13日より2代目となる「YK-150型」にリニューアル（横浜港開港150周年にあやかったもの）し、着物が赤から港町・横浜の海をイメージした青に変更された。2012年4月2日より、着物を山吹色（ヴィンセント曰く「山吹色のお菓子」）に変更した3代目にリニューアルし、帯は歴代の着物の色である赤・青2色と白のトリコロールになっていて、雪駄も新調した。
- 愛称:「ヴィンちゃん」、「ヴィンス(オランダとベルギーの国境あたりではそう呼ばれていた)」、「ヴィン様(ヨン様風に)」
- 製造: オランダとベルギーの国境辺り
- 誕生日: 5月10日(黒幕の誕生日)
- 必殺技: つばカッター、夢想返し、微笑み返し(及びこれらの三連発)、雪駄キック、帯ディフェンス(帯ワン=ケノービ)、つばブーメラン、ボルケーノ、つばカッターMAXIMUM、夢想返しSUPREME、微笑み返しULTIMATE、黒幕立ち上がる、毒針、毒バウワー、毒針メッセ、地獄のヘリコプター(改め「竜巻旋風拳」)、レインボフッ、平成ジャンプ、平成チョップ、平成キック、大きな声、イナバウワー、玉(元気玉)、つばカッター無回転。イカリング
- 特徴: 右耳で「ほめ言葉」、左耳で「悪口」を聞き分ける。正座が苦手。大きなつばの帽子をかぶっている。
- 好きな食べ物: 納豆、豆腐、「天下一品」のラーメン
- 座右の銘:「アイム・ユア・ファーザー」
- 喋る時のテロップの色: 紫
- ヴィンセント&THE 暗黒MENのボーカル、最終学歴は東京都立町田高等学校卒業という設定の説がある。

ポンモップ（声：カンカン→鈴木啓太〔上々軍団〕）
2014年3月31日の「レンタルショップ」移行時より登場した番組4代目のパペット。「カシカシかながわみらい店」店長。極度の潔癖症で体がモップになった人間。テンガロンハットにジーンズのカウボーイスタイル。2015年7月7日より掃拭掃妖精協会バージョンという服装も登場したがカンカン時代にはほとんど使用されなかった。2016年4月4日より鈴木啓太が担当するようになってからは拭掃除妖精協会バージョンが基本になり、カウボーイスタイルは使用していない。
旧パペットのジゴロウやヴィンセントは番組をリードしていく絶対的な立場だったが、ポンモップは店長として立てられてはいるが演じるカンカンや鈴木の性格もあって弄られることも多く、協調型のリーダーである。
- 愛称:ほぼ全員が「店長」と呼ぶ。

## 主な出演者・出演キャラクター
番組スタッフが出演者のように登場するのも当番組の特徴の一つである。番組サイトやDVDでの出演者紹介にも登場し、ほぼ出演者として確立していた。ただし原則として声のみの出演であり、姿を映すときはマスクで顔を隠す事が番組上のルールとなっているようである。このルールはガヤ芸人にも適用されるが、ギフト☆矢野はマスク着用の原則は守っているものの顔の部分が開いたマスクなのでほとんど素顔を晒しており、ロケなどではマスクなしで出演している。また、番組スタッフの場合はあくまで出演者としてのキャラクターで登場するために本名を名乗ることはない。2011年4月のHD放送化以降は、番組スタッフやガヤ芸人が話すときには画面の端に、話す者固有の色のテロップ（以下に記載）に加え、マスクも表示されるようになった。
2014年4月のレンタルショップシリーズ移行後はスタッフが画面に登場することが無くなり、屋根の上シリーズ時代のような強烈な個性を発揮するスタッフは現れなかった。また、スタッフが出演者とやり取りする場合も、スタッフの名義はすべて「常連さん」で括られている。2016年4月4日の登場人物入れ替え後にはまた一部スタッフが登場するようになった。
ご意見番
番組のご意見番の位置にいるが、現場を凍らせる話術を持つ。当初は声のみの出演で後にペパーとして実体化。ペパーの降板後は再び声のみの出演となった。
アシックスの靴を愛用しており、トレードマーク化した。
saku saku以外にも2005年7月から大和市のコミュニティFM局FMやまとでも「FM GOIGOI」という番組を開始するなど活動の範囲を広げていた。しかし、同年8月にクモ膜下出血で倒れ、8月9日に35歳の若さで急逝。出演は8月19日放送分まで。出演終了後も2015年3月27日放送分までスタッフの意向で番組エンディングのスタッフクレジットには「金田真人」の名がクレジットされ続けていた（DVDではVer.3.0以降名前が載っていない）。ほか、2006年3月31日までは金曜の放送の番組内ショートCM（複合型商業施設「ビナウォーク」のCM）で歌声が聞けた。
- 愛称: 「ゴイゴイ」
- 在住: 神奈川県海老名市（出身は大和市）
- 血液型: A型
- 得意なもの: クレーンゲーム
- 得意な物まね: 美味しんぼの富井副部長（「おい、山岡!」「栗田くん、お茶!」の2パターン）

ペパー
ご意見番をキャラクターとして実体化した姿。
カーリー田中
日放所属のカメラマン。番組出演者中一番の大人で常識人。当初は「カメラマン田中」だったが、かりんとう好きであることから「カーリー」と呼ばれるようになった。カメラマンであるにもかかわらず番組内で発言させられることもあった。「エスポワ〜ル横浜第2」の住人としての正式な契約はしていないがなぜかいつもそこにいるという設定。収録現場に度々プリンの差し入れを持参した。『ミュージックステーション』を担当することもあり、ジゴロウにしばしば「タモリさんの方が良いんだろ!」といじられていた。
2005年12月16日に番組卒業。
2009年4月10日放送（あかぎあいが1週間限定復帰中）で「カーリー田中」名義でメール投稿後、「乱入」という形で卒業以来の久々に登場。その際に増田ジゴロウのTシャツを着用してきたため、黒幕から「ちょっと映せないんだけど」と言われた。
左利き。麻布在住（現在は違うらしい）通称「麻布の若旦那」。
カンカン
2007年春から導入された「臨時住人制度」導入により「ガヤ」として臨時入居した兵庫県西宮市出身のお笑い芸人。ご意見番出演終了〜木村カエラ降板時から黒幕のボケを受け止める住人がおらず、「笑いの大飢饉」が起こるほどであったが、カンカンの入居によって「これで血液がサラサラになった」と黒幕を喜ばせた。
画面には基本的に映らないものの、いつも自前の衣装であるレオタードを着用している。
画面で紹介する際の画像は、ジャイアントパンダの写真（上野動物園で飼育されていたパンダ「カンカン」が元ネタ）。
相手の心理を突くのが得意で、心理ゲームコーナー「ぴったりカンカン」を担当することになった。
ヴィンセントからは、時折本名の「柳沢っ!」と呼ばれたり、素顔をイラストで描かれたりといじられ、自身でも本名を晒すネタトークを展開することがある（僕の本名は柳沢・スーザン・ヒロオですよ、等）。
2007年10月4日に、宇宙船がエドゥ時代へタイムスリップした際に、画面上初登場となった。しかし、パンダのマスクをかぶり素顔は出していない（ただし当番組の再放送の直後に放送されている「お笑い図鑑ハマヌキ」では素顔を出している）。
2008年7月17日の放送にて、社会科見学でサクサクのスタジオへ来た県内の女子高校生から「いかにも大道具って感じの人」と言われてしまった事を告白した。
卵が大好物。プライベート中に、黒幕宛のメールで結びの言葉として「saku saku卵班」と書き送信したところ、後日番組内で大きくいじられたのをきっかけに、「saku saku卵班」というキャッチコピーが番組中で定着しそうになった。
番組宛のメールが女子高校生や中学生からの投稿だった場合、「ありがとぉー!」または、「うれP－!」と叫ぶのがお約束になっている。
2009年4月から始まったコーナーのぐるぐる回してサプライ'Sでは、「タキシード・カンカン」というタキシードにアイマスクという扮装でも登場するようになったが、視聴者や出演者からは早速「気持ち悪い」と評判になる。
2010年4月2日放送分で卒業。尚、卒業となった背景には、武内Pの鶴の一声で突然決められたことが、DVD ver.7.0のオーディオコメンタリーで黒幕により語られた。
2011年7月4日から一週間、ゲストとして紹介され、再登場した（ただし、一週間限定のガヤ要員）。
2014年4月のレンタルショップシリーズ移行に際してポンモップ（前述）の声として再び番組に関わることになり、稀に本人も顔出しで登場することもある。
- 愛称: 「（自称）お笑い界のキャッツ・アイ」「（自称）みんなのみんなの宝物」
- 金光大阪高等学校卒業。野球推薦で進学したが、最後まで監督に名前を覚えてもらえなかった
- 趣味:メールや人のブログを見ること。またボウリングの腕は上級でハイスコアは219。休みの日は公園でケチャップをなめ、周りのリアクションを楽しんでいる。
- 喋る時のテロップの色: 青
- 喋る時のテロップの位置:左
- 必殺技:オレの体のド真ん中ーっ!、キモT、ウレP

東進
名称の変遷:「インターネットの人」→「ウンコクサイ」→「東進」
2008年9月2日に「インターネットの人」として登場。同日放送の4ブロック目で話の中に割って入ったことをヴィンセントに突っ込まれ、その直後中村優にその名で紹介された。「インターネットをする人」とも呼ばれたことがあった。
主に話題の最中に調べものが生じた時点で、彼がパソコンで検索を担当しているが、その割にはネットサーフィンが遅く周囲からダメ出しを受ける。
何の前振りもなく、突然話題の中に入ってはウンチクを語り出す傾向がある。
2010年に、黒幕によって「ウンコクサイ」に改名させられ、その後現在の「東進」へと変更。
2010年秋に、本人の前にマイクが置かれるようになり、喋る機会が激増した。
2011年2月に、脇役の一人として浪人生や米子らとともに紹介され、名実ともに出演者の一人となった。
2011年8月になってから登場しなくなり、ヴィンセントは「一身上の都合により引退」と説明していた（2011年8月1日放送分）。
- 誕生日: 6月7日（2011年6月7日放送分より）
- 横浜市出身

浪人生 （「屋根の上シリーズ」終了時点では「浪人生つ」）
番組スタッフ（ディレクター）の一人であるが、ほぼ出演者として扱われる。受験が趣味で、十数年浪人し続けているという設定。当初は本名で呼ばれていたが、アーガイルのセーターを着ていたときの姿がまるで浪人生のようだったことから、黒幕によって名付けられた。画面にはあまり登場しないが、saku sakuのDVDソフトや雑誌の特集などで姿が出るときには必ずアーガイルのセーターを着用している。素顔は出したことはなく、顔の部分は○の中に「浪」の文字の面で隠されている。
まだ増田ジゴロウが管理人だった頃、自分が担当するコーナーで余りにも不手際が目立ったため、ジゴロウから切腹を命じられた事がある。ところが翌週の同コーナーで、またしても不手際で番組進行を妨げたため、二週続けて切腹を命じられた。何れの切腹も命じられた直後に行われたが、画面には本人が登場しないため、ただ浪人生が「うっ!」と断末魔の声を出した後、「ブスッ!」という効果音が流れただけである。
黒幕らスタッフ皆で餃子を食べる機会があった際に、黒幕が周囲に断り無く全ての餃子に酢をかけてしまうことに対して、浪人生・ご意見番・米子共通で不満に思っていたが、中でも浪人生がもっとも強く黒幕に対して「いつか言いたいと思っていた!」と物申した（2004年12月）。
怖いもの知らずで物怖じしない一面を持っており、別の番組で黒幕と一緒にバンジージャンプをする事になった際、尻込みする黒幕をよそに「じゃあ先に行きますよ」と平然とバック中しながらのダイビングを決行し、黒幕を「最初の奴がそんな飛び方したら後の人はどうすりゃいいんだよっ!」と困惑させた過去を持つ（2004年12月放送より）。
2005年に本当に大学に合格したらしいが、行かないことにしたと自称（太田出版『コンティニュー』vol.21より）。
メインキャストのしょうもないやり取りに「アホか」とツッコミを入れたり、クレーマー気質なところもあることから、時には"いちゃもん屋Neo"と呼ばれたこともある。ヴィンセントから「何かいちゃもんはないのか?」と改めて尋ねられた際には「何? このテレビ?」と答え、「テレビ、ってそんないちゃもんないでしょう?」「テレビ界全体を敵に」と声が挙がり、スタジオが大爆笑で包まれ、ヴィンセントから「アンタ、本物ダヨ!」といちゃもん屋としてのお墨付きをもらった（2008年11月10日放送より）。
2007年4月9日の放送時に「脱皮」を行い、浪人生Neoへと「進化」した。「浪」の文字で素顔を隠しているお面の形が○から□へ、アーガイルのセーターが白地から紺地へと変更。同時に、一人でロケに出かけて取材をするコーナーもスタートした。
身体的に大変細身とのことで、黒幕からは以前から「枯れ木」だの「ゴボウ」だのと呼ばれている。黒幕曰く、浪人生のパスポートの性別の欄には『木（OldTree）』と記されているとされる。
常に傍らにペットボトルのミネラルウォーターを置いている。自称「プロの水飲み師」を名乗り（2008年8月15日放送）、自身のコーナーの第1回企画も美味しい湧き水をリポートする企画であった。後に炭酸水を愛飲するようになる。
2009年4月23日放送にて、浪人生Neoから浪人NEXT DOORに改名。この時、（NEXT DOORに因み）鼻の部分が観音開きになっているお面を新調。
誕生日を迎えた2010年3月10日の放送をもって、浪人NEXT DOORから浪人生つに改名させられた。「つ」とは、浪人生の地元の方言でかさぶたを意味する。
2012年に行われた東京マラソンを完走した（2012年4月2日放送の契約更新より）。
2013年3月4日から8日の放送をインフルエンザ罹患のため欠席。浪人生の欠席は番組開始以来初のことであった。以後、ヴィンセントからしばしば「インフルクソ野郎」と呼ばれている。
番組当初から携わっている、今では数少ない古株の一人。現在は吉祥寺近辺に在住とのことで、極稀にその辺りのネタを披露することもある。
出演者中最もゲームに詳しい。また、仮面ライダーシリーズのファンである。
木村カエラのデビュー曲「Level42」のPVを製作した。ロケ地は湯島聖堂。
母が『あぶない刑事』に出演したことがある。
2014年3月28日放送をもって出演終了。
- 愛称
  - 「浪人」（主にヴィンセントが使用）
  - 「つさん」（主にトミタが使用）

- 長崎県佐世保市早岐地域出身
- 丑年生まれ（1973年生まれと思われる）
- 誕生日: 3月10日（DVD第3弾のインタビューで本人が明言）
- 血液型: O型
- 好きな飲み物: 水
- 好きな食べ物: 芋ケンピ
- 特技: いちゃもん、たまに見せる高いテンション
- 喋る時のテロップの色: 緑
- 喋る時のテロップの位置: 画面右上（現在）

※テロップの位置は頻繁に変わっている。当初は右下側からだったが、ご意見番の出演終了後、左側(元ご意見番の位置)に変わった。その後、カンカンの加入により右上に移動し現在に至っている。
- 必殺技: 予備校フラッシュ、予備校スプラッシュ、金的ガード二重装備、キェー!、ワンフィンガー

米子（「屋根の上シリーズ」終了時点では「カリフォルニア米(カリフォルニアよね)」）
鳥取県米子市出身のため増田ジゴロウから米子（よねこ）と命名される。
浪人生と同様に番組スタッフ（ディレクター）のひとりであるが、同じくほぼ出演者として扱われる。はじめはアルバイト（現在は嘱託）でtvk音楽班に参加、理由は「PVを見るだけだと言われた割に時給が高かったから」。
初登場（2003年4月）当時、番組に女性スタッフが在籍していなかったため、手頃なところで浪人生の彼女という設定になる。木村カエラの番組参加当初、スタッフに一人も女性スタッフがいなかった。そのため、彼女に配慮するために番組スタッフに配属されたという触れ込みだったことから木村カエラ専属モデルとジゴロウに揶揄され、木村とは当初ウマが合わず冷たくあしらわれる事が多かった。
2003年当時は、ミスターロボット（当時製造番号0002）と人気を二分していたが、2004年3月、番組降板を賭けた両者のTシャツ対決の結果、僅差で敗れてしまう（米TよりロボTの方が格好良かったことから）。その後、隕石から地球を守り宇宙の藻屑と消えてしまったが、翌週（2004年4月第1週）からは米子・オブ・ジョイトイとして番組に復帰した。やはり命名は増田ジゴロウ。元ネタはインリン・オブ・ジョイトイだが、米子本人は番組中に非常に嫌がっていた。これ以降、頻繁に改名が目立つ様になる。2004年6月7日から7月9日の間は謹慎していた(理由は財布をよく置きっ放しにするため)。
食事中の作法や動作に欠点があり、「みんなでうたおう」コーナーにて米子がVTR収録を担当した「行田のうた」では、ゼリーフライを食べている場面で米子の箸の持ち方が非常に特殊である模様が映し出されていたため、のちに複数の視聴者から指摘するメールが届き番組内で紹介された。また、「横須賀のうた」では、黒幕の指示通りに「うみかぜ公園」「猿島」を撮影をするはずが、「うみかぜ公園」「猿島」を見つけられず、「ドブ板通り」で自分を撮影した謎の写真を持って帰り「猿島もうみかぜ公園もなくなってました」と発言。できあがった曲も市街地が分散している横須賀の土地柄から「浦賀がない」「久里浜がない」と苦情のメールも来て、横須賀まで黒幕が出向き撮影し直す羽目になった。また海軍カレーを食べる場面で米子がルウとご飯をスマートではないかき混ぜ方をしていたため、やはり視聴者から「カレーの食べ方がきたない」との指摘メールが届いた。米子自身に自覚症状が無かったため、指摘メールに対して不本意な様子を見せ黒幕からのツッコミを受けた。
2005年7月の番組リニューアルに合わせて、米子が自作した衣裳に変更。また7月11日の放送から、カラオケの得意な歌（MISIA『Everything』）から取られた米ブリシングに変更。しかしあまりの歌の下手さに「ご本人に失礼」ということで女優の松金よね子から取ったマツカネ米子に再度変更したが、米子が松金よね子を良く知らなかったため、お婆さんキャラになってしまった。
このため「もっと活発な方がよい」とEAST END×YURIのヒット曲「DA-YO-NE」から取ったDA-米に変更、スクラッチをするDJの真似をしながら登場するようになった。
2006年4月に入居した中村優のインスピレーション（スポーツメーカーのヨネックスから。かつて中村がバドミントン部所属だったため）で言った米ックスに変更した。この名前になった頃は声だけの出演がしばらく続いたが、DO-BUTS結成以降、マスクを新調し再び以前のように画面に姿を現わすようになった。
2006年11月27日放送での発言で、着ているトレーナーに付いているハートマークはトレードマークではなく、トレンドマークであることが判明。なお、このハートマークは米ックス自身が刺繍したものである。
2007年4月からは「米スケ」に名前が変わる予定（2007年2月9日放送）と発表されたが、4月以降も引き続き「米ックス」と呼ばれ、結局中村時代の3年間はこの名前で定着していた。
2009年4月15日放送にて、米ックスの名付け親である中村が去ったという事で、ヴィンセントの思い付きにより、カリフォルニア米に3年ぶりに名前が変更された。
番組内で亀を飼い始めたことを明らかにしたが、今も健在である。番組内で「相模守亀吉」と名付けられた。
番組内では大の猫好きとして通っている。
財布を置きっぱなしにする、寝相がおかしい、自室の部屋が散らかっているなど、米子の日常生活がトークのネタとされることが多い。
漫画を描くことが趣味の一つで、2007年4月以降番組内でも時折その腕前を披露している。番組内で初めて漫画を披露した際には、散らかった部屋を放送されても平然としていたのとは裏腹に、とても恥ずかしがっていた。
一時期、番組宛に男子高校生からのメールが紹介された際、「うひょー」と叫ぶのがお約束になっていた。
韓流ドラマにハマっている。
2014年3月31日以降の「レンタルショップシリーズ」移行後もスタッフとして参加しているが、以前のように出演はしておらず「米子」等の呼称も使われない。しかし時々「スタッフ」として発言をすることがあり、トミタやポンモップからは「米さん（よねさん）」と呼ばれた。
2015年3月27日の放送をもって番組を離れた。
- 愛称（「屋根の上シリーズ」終了時点）
  - 「カリフォルニア」（主にヴィンセントが使用）
  - 「カリ米（かりよね）」
  - 「米ちゃん(よねちゃん)」（主に木村カエラ、三原勇希が使用）

- 愛称（過去）
  - 「ジョイトイさん」（主にジゴロウが使用）
  - 「ジョイトイ・ザ・金魚キラー」（飼っている金魚が画面に映る度に数を減らしていることから）
  - 「亀殺しのお米（およね）」（亀を飼っている事から。死亡したと思われていたが冬眠をしていただけであった）
  - 「汚鳥」（番組中に「三日間風呂に入っていない」という発言をして）
  - 「加勢大周」（番組中に「子供の頃、将来は加勢大周になりたかった」という発言をしたことから）
  - 「鳥人間さん」（主にジゴロウが使用）

- 誕生日: 6月14日
- 血液型: B型
- 米子市立後藤ヶ丘中学校出身（2003年5月13日放送出典）
- 某デザイン専門学校卒
- 得意な物まね: ドラえもん
- 喋る時のテロップの色: 黄
- 喋る時のテロップの位置: 画面右側
- 必殺技: 米ックスマッシュ（浪人生のみに有効。しかしこの技を披露した時のラケットはヨネックス製ではなくブリヂストン製のラケットであった）、大山（だいせん）、砂丘アリ地獄、百突き、ナックル、悪魔の笑い声
- DO-BUTSのリーダーである
- 資格: 英検準二級（得意の英語力をもって洋楽にも精通している。オアシスなどUKロックを好む）

ギフト☆矢野
2010年4月6日の放送でアパートに入居した2代目ガヤ要員。カンカンの芸能事務所の後輩。
画面に登場する際は、「ギフト」に掛けて頭にプレゼント箱の被り物をしている。ただし、前任のカンカンとは異なり素顔は晒している。
saku sakuの武内プロデューサーの肝煎りで、2010年11月30日にギフト☆矢野初のワンマンライブが行われた。先行予約ではチケットが5枚しか売れず、番組内でもたびたびヴィンセントにネタにされていた。 しかし（saku saku内でお知らせを流し、またtvkの他の番組でもCMを流すなどの支援も行われ）最終的にはチケットは完売しライブも成功裡に終わったことが2010年12月13日の放送で紹介された。三原が登場した週刊プレイボーイを非常に大事に冷蔵庫の中に閉まっている。
消極的な言動をとることが多く、黒幕から本番中または打ち上げの飲み会でたびたび説教される。
2014年3月28日放送をもって出演終了。
- 愛称
  - 「ギフト」（主にヴィンセントが使用）
  - 「ギフちゃん」（主にトミタが使用）

- 岐阜県安八郡安八町出身

INA（「屋根の上シリーズ」終了時点ではIKA）
「アイ・エヌ・エー」と発音する。東進の後任として2011年8月4日の放送分より登場。自称「ナイスガイ」。ヴィンセントの説明では、酒を飲むとダメ人間になるらしい。紅しょうがの天ぷらが好物。
喋るときに表示されるマスクは緑色のザ・デストロイヤー風のプロレスラーの覆面である。
もともとは「イカ釣り漁師になりたかった」と番組上でたびたび発言していたため、2012年4月17日の番組中にヴィンセントにより「IKA」（アイ・ケー・エー）に改名させられた。翌日の放送から発言中の顔マークがイカの頭をモチーフにしたマスクに変更された。トミタやギフト☆矢野からは「イカさん」と呼ばれており、画面上に投稿画像を表示させる時にはトミタから『イカさんお願いします!!』とコールされる。
2014年3月31日以降の「レンタルショップシリーズ」移行後もスタッフとして参加しており、発言することもある。「IKA」等の呼称も使われていないが、トミタやポンモップからは「イカさん」と呼ばれたことがある。
2015年3月27日の放送をもって番組を離れた。
- 愛称
  - 「イカさん」（主にトミタ、ギフト☆矢野が使用）

- 神奈川県藤沢市出身
- 喋る時のテロップの色:緑
- 2月26日生まれ
- 趣味: 料理

黒幕
正体は本番組のディレクター菊谷宏樹。放送中には「黒幕＝菊谷」は公然の秘密であったが、2017年にtvkが新番組のプレスリリースを行った際、その事実が局によって公式に明らかにされた。
ジゴロウ・ヴィンセントを背後から操る人物。黒幕として登場する場合はボイスチェンジ無しの地声で話す。番組投稿者からは「黒幕先生」「天才黒幕さん」などと呼ばれることも多く、自らを「黒幕先生」と表現することもある。井口小・三鷹二中・都立府中高校出身。実家の最寄り駅は武蔵境駅、中央線・東急東横線利用者らしい。出身地の「都下」（東京都多摩地域、23区外の別称）とJR中央線をこよなく愛し、「都内」である東京23区をライバル視している。2005年4月発売のDVD『saku saku Ver.1.0』の企画「黒幕シンポジウム」でジェイソンマスクをつけた姿で初登場。
ジゴロウ時代は本人の前で木村カエラが「BLACK」という言葉を口にすると登場した。2005年6月21日に初登場、以降不定期に何度か登場するようになった。小動物を可愛がり、当初は「黒幕のテーマ」を歌いながら登場していた。
ヴィンセントが登場してからは「シンクロ率が高すぎて、融合してしまった」ため、マスクのみ登場したこともある（『新世紀エヴァンゲリオン』ネタ）。
「ギターを弾こうZ」のコーナーが2006年6月12日に始まったが、その時から黒い布をかぶって、黒幕ガードとともに登場するバージョンができた。そしてこの頃から登場時に黒幕の歌は唄わなくなった。
自身が青春時代を過ごした1980年代の話をネタとして頻繁にする。そのことから、中村優からは「バブルを味わっている」、ゲストのスガシカオからは「思い出に生きている」と評された。反面、最近の話題に由来するネタには疎い傾向があり、中村や三原らMCを始め周囲よりつつかれることもしばしばある。
ネタ探しとダイエットも兼ねて度々ジョギングをしているが、いつの間にか面倒になって辞めている。
40歳を過ぎてから老眼になり、メールの文字が小さくて読めないと愚痴をこぼしたり、「老眼鏡装着」の掛け声とともに老眼鏡を使用することがある。
サ行の発音が苦手である。
2014年3月28日放送をもって出演終了。現在は『MUTOMA』、『POP PARADE』、『銀の劇プレ』を担当。2017年4月より関内デビルで大場英治役で顔出し出演。
- 愛称
  - 「黒幕さん」（歴代MCなどが使用）
  - 「先生」（主に浪人生・米子・ギフト☆矢野が使用）
  - 「アクリル越しのおじさん」（主に本人が使用）

- 身長177cm。
- 嫌いな食べ物はキュウリ。
- 口癖は「ちなみに〜」。「ところで〜」や「続きまして〜」の代わりに用いられている。
- 爪噛み癖がある。
- 好きな教科は日本史で武田信玄を尊敬している(信玄の部下の中では山県昌景がご贔屓)。
- 頭の中は「ラーメン・パスネットの残金・昔（1970年代〜1980年代）のアイドル・バケツラン」の事でほぼ全てが占められている。
- 好みの女性のタイプは「アヒル口」(黒幕談アヒル口御三家眞鍋かをり・安藤美姫・ソニン)、「森ガール」。
- 好きなスポーツチームは横浜DeNAベイスターズ、FC東京。
- 好きなバンドはスレイヤー、キッス、メタリカ。松田聖子ファンでもある。
- 愛車はスバルのレガシィ、自称スバリスト。
- 愛用するアコースティックギターはギブソンハミングバード。色はブラック。ギターへのこだわりはあまり番組では語らないが、オーノキヨフミのギターの音色を聴いて『いい音しますねー』と素が出てしまったこともある。中村優がギターで「天国への階段」を演奏した時には黒幕はライブバージョン で伴奏するなどマニアックなテクニックを披露した。エレキギターはギブソン・SGを使用し、こちらも色はブラックである。
- 番組内でスガシカオと同級生とのテロップが何度か出ているので、1966年生まれだと思われる。
- 喋る時のテロップの色:（黒幕だけに）黒
- ジゴロウ曰く、黒幕を一言で例えると「頼りがいのあるナイスガイ」。
- ヴィンセント&THE 暗黒MENのギター担当。
- 話のネタにはたまに弟が登場する（弟のエロ本の隠し場所を知っていた、など）。
- 母親はピアニストで、幼い頃より母親から手ほどきを受ける。オープニングの提供クレジット内での「サクサカーの歌」「卒業」(詳しくはみんなでうた参照)でその腕前を披露している。「卒業」を披露する際、「ピアノでやりました。パンポロリンとね」と言い、中村優から「えっ、ピアノ弾けるんですか!?」と驚かれた。
- 赤ちゃんの頃、『華岡青洲の妻』（1967年版）に南田洋子演じる加恵の息子役で出演し、ギャラ（3,000円）もきちんと貰ったという（2010年1月21日放送分で発言）。
- 三原勇希が友人から「黒幕さんってどんな人?」と聞かれた際に、黒幕の容姿を「ストリート系おじさん」と評したとのこと。
- 番組DVDの企画で歴代MCの家族と対面しているが、代を重ねるごとにMCの家族が若くなっていくのを感じ、MCのお父さんが自分よりも年下になったら番組をやめようと発言していた。

鈴木啓太(上々軍団)
2016年4月4日よりポンモップの2代目操縦士となった。基本的に画面には登場しないが、たまに登場すると必ずといっていいほど弄られるキャラである。ポエムが得意で番組内でよく披露しており、P-1グランプリ（Pはポエムの意）というコーナーに発展した。しかし、2016年9月2日のP-1決勝で優勝することができず（3位）、自らポエム封印を宣言。再開希望の投稿が1万通集まったら再開するとしていた。以後はポエムの話は夢乃小路一本松が行っていたが2016年10月31日に一本松が出演終了を宣言。11月7日の放送でNANAEの許可を受けてポエム披露を再開した。
五郎によると鈴木はファッションセンスがひどいため、いつでも背広にネクタイで仕事に来る事を強制されている。
- 愛称
  - 「啓太にぃ」（主にNANAEが使用）
  - 「大将」（たまに五郎が使用）

さわやか五郎(上々軍団)
フロアスタッフ。2016年4月4日から登場。主にガヤだがゲストの前であろうと何かと言っては画面に入って来る。役作りで買ってきたエプロンとボーダーのシャツがトレードマーク。上々軍団ではボケ担当だが、番組内ではボケも見せるし自分から積極的に話題を提供して引っ張って行くような面も見せる。ギターが得意でよく番組内で演奏を披露。アーティスト「GORU（ゴル）」というもう一つの顔がある。
- 愛称
  - 「五郎さん」（主にNANAEが使用）
  - 「あの人」（月曜・金曜の番組冒頭で画面内にいない五郎を画面内へ呼ぶときにNANAEが使用）

清丸一央D(ディレクター)
読みは「せいまる」。2015年3月30日（レンタルショップ移行時）より番組に携わっているが、画面に登場するようになったのは上々軍団加入以降。鈴木啓太と仲が良いようである。主に第4ブロックでスタッフの裏話的な話題のときに登場するが、自発的に画面に入ってくるわけではなく、五郎に連れてこられるという形が多い。五郎が作った「せっせせーせせ清丸です」の挨拶がある。控えめな性格のようだが、自分もウィキペディアに載りたいとは思っていた。鈴木のポエムに感化され、自分も鈴木にポエムを披露するようになったらしい。

吉田賢人D(ディレクター)
清丸Dと同じく2015年3月30日より番組に携わり、上々軍団加入後に画面に登場するようになった。五郎が彼のために作ったコーナー「その男、吉田。」に登場。「母親の国籍が不明」という話題で笑いを誘った。

GORU（ゴル）
黒サングラスとバンダナがトレードマークのギターを得意とするアーティスト。桑田佳祐風のオリジナル曲「ランドマークタワーで秘密のデート」を持っている。1dayゲストのコーナーに登場したことがあり、それ以来五郎とGORUは別人扱いの立場を取っている。
夢乃小路一本松（ゆめのこうじいっぽんまつ）
白い付け髭と帽子を身につけた鈴木が演じるポエムときめき流の老人。ポエム暦72年の81歳。鈴木がP-1グランプリで敗退してポエム封印を宣言して以降、ポエムの話は彼が行っている。「あなたのポエム解説します！」のコーナーに登場。決めセリフは「良い所もあれば悪い所もある、それがポエム。」である。なお当初は「夢ノ小路一本松」の表記だったが自身が番組内でスタッフに改めさせた。2016年10月31日に自ら出演終了を宣言した。

## その他の出演者・出演キャラクター

### 番組当初（小動物王国）
フトモモ
前番組のsaku saku morning callから続投した、黒幕の最初のパペット。「ピンクの鬼軍曹」「ピンクの天使」等と呼ばれた。前番組のオープニングアニメには全身出ていたが、ヴィンセントらと異なり、パペットは上半身しかない。
青木
フトモモと同じく前番組から続投。「横浜一の役立たず」と呼ばれた。無口というか、全くしゃべらない。頭から足が生えており、フトモモに「全裸に靴」呼ばわりされた事がある。
半田
パンダ。野太い声で「転落死」といいながら転げ落ちていく。
ミカエル
カエル（半田及びジンギ・スカンは市販のぬいぐるみだが、ミカエルは露天で売られているジャンプするカエルの玩具である）。
ジンギ・スカン
羊の執事。「帝国の逆襲」のテーマとともに出現する。
青木の父
恵比寿の姿をしている（恵比寿の置物の流用）。

### あかぎあい時代
メール読みマウス
あかぎが視聴者からのメールを読む時のキャラ。メール内で「メール読みマウス希望」とリクエストがあると、あかぎ自ら「ちゅう〜」と叫んでネズミの耳と鼻を付け、一同で「ミッキーマウスマーチ」の替え歌で「メール読みマウス〜、メール読みマウス〜、メール読みマウス〜、真弓〜真弓〜ホームラン」と歌うのが定番。
2009年にあかぎが1週間限定でMCに復帰した際にも登場したが、当時のネズミの耳と鼻はtvkに現存しておらず、番組視聴者から送られたレプリカを使用していた。また、登場する際に歌われるメール読みマウスのテーマの「真弓〜真弓〜ホームラン」の部分は歌われなかった。
日向夏ダンサーズ
あかぎの出身地である宮崎特産の夏みかんに似た果物「日向夏」をモチーフにしたキャラ。1日向夏、2日向夏、3日向夏の三人組。全身黒タイツに日向夏を模った黄色の面を被り、サンバのリズムで「日向夏、日向夏、日向夏、ウっ!」と連呼するダンスを披露。番組初期から登場し、番宣CMや各種イベントにも参加。ブラック日向夏などの派生キャラもあり、あかぎあい時代を代表するサブキャラである。
ブラック日向夏
2日向夏がグレたキャラ。その名の通り顔の色が黒かった。
日向夏特殊応援部隊
受験や恋愛など、視聴者が応援して欲しい事柄を募集し、日向夏ダンサーズが学生服を着込んで「応援団」風に励ますコーナー。
ショッカー日向夏
仮面ハライターのコーナーに登場するマントを被った日向夏。
日向夏チロリアン（覇威児（ハイジ）＆平太（ペーター））
覇威児（ハイジ）と平太（ペーター）の二人からなる。当時番組で「おはヨーロレリ〜ヒ〜」という挨拶が流行っていた頃、MCの二人にヨーデルを教えるため、ヨーデルの本場スイスからやって来たという設定で、日向夏の二人が「アルプスの少女ハイジ」のペーターとハイジのコスプレをしたキャラクター。
カジュアル日向夏
あかぎが2009年に1週間限定でMCに復帰した際に1日向夏、3日向夏登場とともにしたキャラ。従来の日向夏と違い黒タイツではなく洋服を着ていること、また従来の日向夏よりも小顔であることが特徴。

仮面ハライター
ジゴロウ（黒幕）が消化器系が弱く、すぐ下痢をする体質であることに因んだ、仮面ライダーのパロディーコーナーに登場。電車に乗車中など外出時に突然襲い来る便意との闘いを面白おかしく取りあげた。木村カエラ時代まで時折登場し、視聴者からハライターの新デザインマスクや新コスチュームが送られてくると番組内で紹介された。
青島の鬼
あかぎの故郷・宮崎を探検する「宮崎クエスト」に登場。宮崎県青島の観光地「鬼の洗濯岩」で実際に洗濯していた。その後も度々登場。あかぎが2009年に1週間限定でMCにした際に写真のみ登場した。
魔王
あかぎの父・赤木邦男のことを指す。宮崎県内でアカギコーポレーションなどの事業を手広く展開している実業家。「宮崎クエスト」など当番組のロケに自宅や社屋を開放するなど積極的に協力。上京時にはスタジオに登場した事もある。
迷彩刑事

真鍋っち
元SEGA広報
つっちー
元ナムコ広報

### 木村カエラ時代
健康先生

異星人たち
宇宙をナメている者に対して警告のビームを打つ。
2011年4月4日放送分にて久しぶりに宇宙へ行った際に再登場し、翌日5日放送分で改めて紹介された。
おっくー
木村カエラのマネージャー・奥口法子（当時）。女性。ジゴロウ（黒幕）のことを小学生以下と言い放った人物。正式な出演者ではなく番組に登場するのは声のみだったが、存在感は準レギュラー級だった。徐々に発言機会が増え、ゲームコーナーでは木村と共に対戦ゲームに興じていた。ヴィンセントからは「立見里歌」と呼ばれることもある。電話対応時には別人のような話し方になるらしく、その様子を木村がモノマネで再現したこともあった。木村のラジオ番組にも度々登場していた。
スーザン
木村カエラのスタイリスト。女性。おニャン子クラブの「山本スーザン久美子」が名の由来。おっくーと二人で「おニャン子クラブ」もしくは「ニャンギラス」とも呼ばれた。いつも二人並んで収録を見学していた。
ケンタロウ
あかぎあい時代にも出演。
ゲームを紹介する小学生。アパートの住人でイチノセさんの長男。声の担当はご意見番。
イチノセさんと共に旅に出る前には中学生になっていたはずだが、再登場後は小学生に戻っていた。
イチノセさん
あかぎあい時代にも出演。
夫を探すためにしばらく旅にでていたが、2005年夏ごろ「エスポワ〜ル横浜第2」に復帰。DVD紹介コーナーに登場した。「音速の貴婦人」という二つ名を持ち、姿が見えないほど速く移動する。声の担当はご意見番。
ミスターロボット製造番号0003（0001と0002は大気圏突入時に焼失）
自称「サイシンガタロボット」。「バランス」「ダウンロード待ち体操」で人気を得た。2004年3月に番組降板を賭けた米子との対決に勝利する。誰も予想しないアクションを起こすため、周囲を驚かせることが多かった。しばらく登場機会が無くなっていたが、理由は「段ボールがボロボロになったので、どっか行った」と以前から黒幕が明言しており、浪人生が「捨てていいっすよね!?」と確認したのち産業廃棄物として廃棄処分したとのこと。しかしその頭脳は黒幕によって「KANAKO2006」に移植されたことが判明（2006年7月11日放送）。そのため、KANAKO2006はホログラムによりミスターロボットの姿を登場させることができる。
シーマー・ムーン
その実体は木村カエラだが、登場当初はそのことは（一見して丸分かりだが）伏せられていた。名前の由来は、木村の出身校が月島地域にあったことと、木村が幼少期セーラームーンをよく見ていたことから。キャラクター紹介時のBGMは『ゆめりあ』のサウンドトラックから使用。
「月に代わって突き!」、「もんじゃ手裏剣」などの得意技を持つ。
月面ヒロシ
月面にいるといわれる全知全能の宇宙神。ただし、saku saku番組サイトでは怒りっぽい事が指摘されている。声の担当は浪人生。
名前の由来は、ジゴロウの「この月面広しといえども…」との発言を聞いた木村カエラが「えっ、月面ヒロシって誰?」と言ったのが始まりである（2003年7月28日放送分）。
ジゴロウが「月面左下の模様が顔に見えない?」と発言したことにより、キャラが確定。
2004年に発売された番組グッズ「宇宙ボックス携帯ストラップ」に月面さんの顔がクリーナーとして付属された際には、ジゴロウが「仮にも神様で拭くのは如何なものか?」と発言し神の怒りを危惧したが、月面さん本人は「付属してくれただけで満足」と寛大なコメントをし、かなりご満悦な様子であった（2004年9月30日放送分）。
- 愛称： 「月面さん」

インビジブルギター男
「みんなでうたおう」歌のコーナーで歌に伴奏をつけていた男。肉眼では見えないため特種なカメラでないと映らない。腕が4本あり、ギターと同時にパーカッションもこなしていた。
基本的にアコースティックギター専門。感電してしまうためエレキギターは30秒間しか演奏できなかったが、ゴム手袋をすることでエレキギターも可能になった。
音楽担当の設定が黒幕＆黒幕ガードに受け継がれ、自然消滅した。
- 愛称: 「インちゃん」

インビジブルファミリー
インビジブルギター男のファミリーで、それぞれ担当する楽器が異なる。
インビジブルベース男
2005年から登場（姿は一度も登場していない）。インビジブルギター男の兄。
- 愛称: 「ベーやん」

インビジブルピアノ男
インビジブルファミリーの一員。ギター男・ベース男の父方のいとこ。
- 愛称: 「ピーちゃん」

インビジブルトランペット男
「横浜18区アンソロジー」の『港北区のうた』のフルバージョンが流れたときに初登場。突如、曲にブラスがアレンジされていることで驚きをもって迎えられた。インビジブルファミリーの一員であること以外正体不明。
インビジブルトロンボーン男
「インビジブルトランペット男」と同時に登場したが、正体は謎に包まれている。

本当の黒幕
黒幕を操る黒幕として、『ハウルの動く城』からヒントを得て考えられた本当の黒幕。姿は『新世紀エヴァンゲリオン』に出てきたゼーレのモノリスに酷似した黒い板。声は黒幕の地声。黒幕の前で木村カエラが「BLACK」という言葉を口にすると登場する（登場日は上記黒幕と同じ）。「声のみ」の表記の下辺りを触ると形が変化する。
また、本当の黒幕の前で「456」という言葉を出すとジゴロウに戻る。6月21日の放送で木村が「どうしたらジゴちゃんが戻ってくんの? ねぇ、ジゴちゃんがいい」と発言して明らかになった。
ヴィンセント登場後はヴィンセントと黒幕が「シンクロ率が高すぎて、融合してしまった」ため、木村が「BLACK」という言葉を発すると「黒幕」は登場せず「本当の黒幕」がいきなり登場することになった。「ヴィン」のつく言葉を発するとヴィンセントに戻る。彼の身体にはプリクラが貼りやすいため「本当の黒幕にプリクラ貼り付け式」に登場することになった。
2006年1月13日の放送にて木村から「板さん」と呼ばれ、本人もその呼び名が気に入り以後定着、自らそう名乗る事も増えた。さらに「渡る世間は板ばかり」という名のミニコントにも発展した。
木村カエラMC卒業ととも出演終了。
オギハラさん
コナミ広報で、ゲームコーナーにしばしば登場していた。「〜なんですねっ!」という口癖を持つ。
長く番組に登場していた間に社内での立場が上がってしまい、最近は出演していない。
ジョーズ2（ホホジロザメ）
毎年夏になると現われるジゴロウの友だち。声の担当は黒幕（裏声）。2005年11月18日放送分では巨大イカに連れ去られたヴィンセントを救うために巨大イカと死闘を演じ、巨大イカ共々海底に消えた。その後どうなったかしばらく語られなかったが、2005年12月20日放送分で再登場。巨大イカと恋人関係になり同棲を始めた。黒幕がPS2ゲーム『ゆめりあ』をプレイした時期は、同ゲームのヒロインの口癖を模倣し「俺もモネ…」と発言することもあった。ゲッシーの人気に嫉妬している。
2011年4月5日放送分で巨大イカとともにアパートにある池に住んでいることが改めて紹介された。

### 中村優時代
ナレ男
正体はランキングやDVDコーナーのナレーターを務めていた、飯田利信。
長い間、番組でナレーションをしているにもかかわらず、サクサカーの認知度が低かったため、2006年10月9日の放送で、KANAKO2006によるホログラムとして登場。
ルーレットを顔に持つ男
木村カエラ時代から出演。「WAKU2 DOKI2 回れっ!ルーレット!ぐるぐる回れっ!」のコーナーで、3つ挙げられたトークテーマのうち1つを決める際に登場する。回っているルーレットを、こっそり手で止めるときもある。
徳島県出身。2006年5月15日放送分のキャラ紹介で「プロのシューターでラスベガスのカジノで働いていたが、客とのトラブルで失業」とテロップされた。また、現在FBIによる国際手配にリスティングされているとのこと（ヴィンセント談）。
屋根上への入退場などの際、たまにルーレット裏にある「本当の顔」の横顔が映ってしまうことがあり、そのたびに木村から「顔! 顔!」と注意されていた。しかしその場合には必ず「顔」にはモザイク処理が施された。
2007年4月30日をもって、ルーレットのコーナーの終了と共に出演終了。
- 愛称
  - 「顔に持つ男」（主にジゴロウが使用）
  - 「ルーちゃん」

KANAKO2006
2006年から突如登場したアパートのマザーコンピューター。通称「マザコン」「おかあさん」。中央に子供の書いた「おかあさん」の絵が張られている、アパートのセキュリティ管理もこなすデキル人（コンピューターなのにデキル「人」とのこと）。「かなこ」というのは中村優の母の名が由来。左右毎に4個ずつの赤色灯を装備しており、赤色灯1つに付き2,000ギガバイトのハードディスク容量を要する。その赤色灯を見た黒幕は「クリスマスみたい」と発言した。
声はアップルコンピューター社のMacで音声合成ソフトウェアVoiceOverで出している。音声の設定はKathyと思われる。
登場するとMacの起動音が流れていたが、メンテナンス後にWindows XPの起動音に変更。
頭脳は「ミスターロボット（製造番号0003）」から移植された。そのため「ミスターロボット」のホログラムと声が出る。
メールや郵便が来るとヴィンセントが叫ぶのであまり呼び出しても意味は無い。これについては子供が真似をするとのクレームのお便りが寄せられたため、叫ぶのは控えられた。
ロボットとは親子同士で親子喧嘩をしたことがある。 
- 喋る時のテロップの色:グレー

正面から見て左の一番下の電球が切れていたが、2007年4月3日に復旧した。しかし10月4日放送分での、宇宙に行けずエドゥ時代に行ってしまった際には取り外されていた。
DVD Ver.5.0のオーディオコメンタリーにて、美術スタッフにて廃棄されたことが判明した。 その後、2009年6月26日の放送で前述のマザーコンピューター・ポータブルが登場している。
「中田ですかっ!?」さん
中村優のマネージャー。女性。「ピエロ」「王侯貴族」の異名を持つのは中田英寿のような個性的な服装をしているため。見た目はお嬢さんで、いかにも金持ってそうな感じとのこと（2006年7月14日黒幕談）。よく食べる人物で、白飯が好き。英検9級。北海道出身。
写真を撮ることが趣味（自称では「得意」）で、saku sakuのDVD（Ver.4.0）の初回版に封入されているブックレットの写真は、殆どが彼女の撮影によるものである。
2008年4月7日から「六人のトーク侍」にも参加（ストロベリー）。
カンカンとは画面の外で痴話喧嘩をすることが多い。
中村加奈子さん
中村優の母親。上記のマザーコンピューターKANAKO2006の名前は、この加奈子さんに由来している。2006年5月15日放送分と2009年3月27日放送分（中村優の出演最終回）に、番組にVTR出演した。鳥取県出身。
「saku saku夏祭り」の際には会場最前列に座って娘を見守った（最前列には黒幕の父も来ていた）。黒幕に話を振られた際には、立ち上がって後方を振り返り会場全体に会釈をした。また、2007年9月10日放送分では、度々ネタにされていた妹と共に収録の見学に来ていた。
クイズの人
2006年5月3日より登場。茨城県出身。当初は「クイズアムステルDAM」のコーナーの出題者として声のみで登場していた。登場紹介時の画像は侍のシルエットが設定された。初出演時のみ「クイズマン」と呼ばれており、また黒幕らを怒らせると単に「クイズ」と呼ばれてしまうこともある。ヴィンセントに「ONE PIECE」の単行本を貸していた。
2007年7月4日、「クイズアムステルDAM」のコーナー終了とともに、「茨城県でアパレル会社をおこす」という設定で、番組を「卒業」したということになっていた。
2007年10月4日、エドゥ時代にタイムスリップしていて、侍になっていたことが判明した。誤ってエドゥ時代にやって来てしまったヴィンセントをいきなり辻斬りした。これが、番組上では3ヶ月ぶりの登場、画面上では初登場となった。
同年10月23、24日、26日に行われた「宇宙一武道会」では組合せの都合上、1人だけ対戦カードが組まれなかった事に激怒し、画面に出ていた出演者（カンカン→米ックス→浪人生NEO→ヴィンセント→中村優）を一斉になで斬り、最後は刀がしまえずガッツポーズで番組を締めくくり、画面を1人で独占した。
綱島在住。2008年6月27日、「ドクターイエローを捕まえよう」という企画で、東海道新幹線沿いの自宅の窓から撮影していた。
草刈マサオ・タミヨ
アパートの植物が急成長した際に、それを処理するために呼ばれた「草刈」の業者。2008年9月3日放送にて初登場。常にカメラに背を向けて作業するので顔は見せない。マサオさんは元俳優、タミヨさんは元バレリーナである（元ネタはそれぞれ草刈正雄と草刈民代）。仲の良い円満夫婦であるが、力関係はタミヨさんの方が上のようである。
火星タイシュウ
火星に住んで38年（加勢大周の年齢と同じ）。現在は火星そのものになっている。本人は「火星は私（火星タイシュウ）の略ですね」と発言している。月にいる月面ヒロシの親戚だが神様ではない。声の担当は米ックス。
米ックスが以前「加勢大周になりたかった」という発言をしていたのが名前の由来。
決めゼリフは「ADブギっ!」。楠瀬誠志郎の「ほっとけないよ」を口ずさむ（テレビドラマ「ADブギ」が由来）。
巨大イカ
2005年11月より登場。海底に出現する。声の担当は米子。常に怒りをあらわにするデンジャラスな生き物。その大きさから、ダイオウイカかニュウドウイカの一種と思われる。「イカは最高にイカスよ」とイカを使った駄洒落を時折言う。近年ではほぼ出番がなく、最後の出番がヴィンセントがツバカッターで過去へ戻った際に番組でカットされたと思われる場面にチラリと登場した。ヴィンセント曰く未だにアパートの庭の池に住んでいるとのこと。
2011年4月5日放送分でジョーズ2とともにアパートにある池に住んでいることが改めて紹介された。
黒幕ガード
2006年6月から始まった「ギターを弾こうZ」のコーナーにて黒幕が現れるときに、後ろに立つかたちで登場。黒幕ガードは二人いて、一方はバット、もう一方は壺を持って登場する。二人とも全身に赤い布をかぶり、赤い面を装備。スター・ウォーズをモチーフにしている。
黒幕が困った際には助けてくれる。お金も貸してくれる。
バットを持っている方がバット君（ディスコでブイブイ言わせていた）、壺を持っている方がつぼ君（元竹の子族）である。
黒幕と音楽活動を行う際には「THE 暗黒MEN」というユニット名で、バット君がベース担当、つぼ君がドラムを担当する。
2008年3月10日の放送で年に1回黒幕ガードとしての研修会があることが明らかにされた。
ハー・モニカ
2008年9月4日放送回から登場した「THE 暗黒MEN」のサポートメンバーの女性。ハーモニカのパートがある時のみ参加する。初参加は「あきる野のうた」。
黒幕ガード同様に赤い布と赤い面を装備している。
スガ鹿男（すがしかおとこ）
2006年5月2日に入居してきた鹿の頭をしたどこかスガシカオっぽい男。奈良から中村優を追ってきた。当初はメール運びなどで姿を見せていたが現在は毎週出張している。
黒幕は「スガシカオさんは実はサクサカーなんですよ。怒らなきゃいいけど」と発言したが、案の定、2006年6月27日にスガシカオ本人がビデオレターで登場。「スタジオに行くのを楽しみにしています」と言われてしまう。「だから辞めようって言ったんだよなあ」と黒幕は発言したが、どう考えてもネーミングしたのは黒幕であろう。スガシカオからは馬と言われた。そしてついに2006年9月4日からオファーが実りスガシカオが屋根の上に登場し共演を果たした際には、お約束のようにドツキをかまされた。
喋れないキャラであるが、ポッドキャスティングでのみ進行役で喋っている。番組でしゃべった際はヴィンセントから「うるせえな!お前はポッドキャスティングでしか喋らないんじゃないのかよ!」と突っ込まれた。今でも時折、ヴィンセントの発言に対し「くだらねえ」等の軽いつっこみを入れる。
- DO-BUTSの一員である。

### 三原勇希時代
タコヤKING
たこ焼きを焼く巨大鉄板を3枚頭にかぶせた男。設定上の「本名」は「蛸谷欽次」である（2010年4月2日の放送より）。「どんどこどんどん」というクラブで流れる音楽にあわせて、奇妙な踊りを行う。中の人がカンカンであることは公然の秘密。ヴィンセントや三原勇希に顔の前の鉄板をずらされて顔が露出したことがある（慌てて顔を手で隠したが、後の祭りだった）。
チャック小美野
バンダイナムコゲームス広報。2009年4月度より担当。一見では普通の人だが、初めて登場したときにズボンのチャックが全開になってしまったために、このように呼ばれるようになった。失敗しても常にめげずに、反省点を次回へ活かそうとする姿勢をとる、意外に前向き思考・ポジティヴな性格の持ち主でもある。
2010年5月28日の放送にバンダイナムコゲームスの辻もんが出演した際、「チャックはクビになった」と発言し、実際その後広報としての出演はなかった。その後2010年10月7日の放送の東京ゲームショウ2010特集コーナーにて久々に登場し、「ゲームを制作する側に回った」と挨拶した。
イコママン
三原の地元にそびえる生駒山に憧れ修行を積み、生駒山風の頭を持つようになった男。普段は動かない物静かな男だが、音楽が流れると一転踊りだす。頭の上に刺さっている電波塔からは「イコママンTV」という映像を発信することができる。
マザーコンピューター・ポータブル
2009年6月26日の放送で登場。通称「マザコンポータブル」「MCP」。かつて登場していたマザーコンピューターKANAKO2006がダイエットしたという設定になっているが、実際にはKANAKO2006は廃棄されている。
目が取れやすい、プリンターとして使用できるもののメールが出にくいなど不具合も多い。また、なぜかプリントされるメールは四つ折りになって出てくる。
2010年11月30日の放送で、過大な負担により煙を吐いた。そこでアパートの管理等の裏方に専念することになり、表舞台からは退くことになった。後任はiPad風の情報端末「肩Pad」。
- 喋る時のテロップの色: グレー

ラッキー若山
バンプレスト広報。「一番くじ」の景品の宣伝を担当していた。リーゼント頭にサングラスを着用し、派手な服装で登場する。櫛でリーゼントの髪を整える仕草がトレードマーク。なお、「みんなでうたおうZ」の番外編という形でヴィンセント作による「一番くじのうた」が作られ、同商品のPRの際にはBGMとして使用される。
2008年10月の放送で『機動戦士ガンダム』のアムロに扮したが、「アムロ・レイです」という一言があまりに似ていなかったこと、風貌もあまりに乖離していることから「単なるおっさんですよ」とヴィンセントから突っ込まれた。
2009年になってから、リーゼントにせず、前髪を下ろしたままでの出演が増えてきた。
ハッピー柿岡（柿岡里奈）
バンプレスト広報。主に中村・三原時代に「一番くじ」の景品の宣伝を担当していた。当初はラッキー若山の代役や子分としてサングラスをかけて登場していたが、後に一人で素顔で登場していた。中村に物真似のネタにされたことがあり、2008年2月7日の放送において柿岡本人の前で披露された。
2008年10月の放送で、「一番くじ」の景品であるシャア・アズナブルに扮し、シャアのお面と赤いTシャツを着て登場したが、ガンダム"一年戦争"の熱烈支持者であるヴィンセントから「シャアさん」と呼ばれると「はい」と返事したため、「（シャアのキャラ的に）それはないだろ!」とガンダム基本知識の拙さを突っ込まれた。
一時は、自分が製作したPOP広告の出来をアピールしていた。
木村カエラを大変敬愛しており、2009年4月3日の出演時に共演（木村が1週間限定復帰中）した際には1ファンのように緊張しており、従来と違う態度の柿岡を見たヴィンセントに驚かれた。
2012年8月3日の放送にて、バンプレストを退社し「屋根の上から去る」と挨拶し、視聴者に感謝の言葉を述べ去って行った。
コーンマヨネーズパンマン
2011年9月9日の放送より登場。通称「コンマヨパンマン」。ヴィンセントが変身するコーンマヨネーズパンの形をしたキャラクター。三原やギフト等周囲に元気がないときや、サクサカーから悩み相談をされた場合などに登場する。
アンパンマンのように、コーンが足りなくなったり、パン自体がボロボロになってしまうと力がなくなってしまうため、後述のストリート系おじさんにコーンを投げてもらい回復する。
ストリート系おじさん
2011年9月9日の放送より登場。コーンマヨネーズパンマンのコーンが不足した場合に登場し、コーンを投げてコーンマヨネーズパンマンを回復させる（前述のアンパンマンに対し、こちらはジャムおじさんの立場に近い）。容姿そのものは黒幕に近い。
また、コーンを投げる際は、特徴のあるプロ野球選手の投球フォームを採用し、その度に「そのフォームはまさか、松沼(兄)？」等コーンマヨネーズパンマンの解説が入る。松沼(兄)以外にも、魅惑のサブマリン山田久志や野茂のトルネード投法の投球フォームでコーンを投げている。

### トミタ栞時代
清正（きよまさ）
トミタ栞の初代マネージャー。名字が「加藤」であり、いわゆる「歴女」であることから、戦国武将の加藤清正にちなみヴィンセントによって名付けられた。2013年5月13日の放送でヴィンセントから「引退した」と紹介された。
清正の家臣
清正の部下。2013年1月の放送では、ゲストのNIKIIE（トミタと同じくSMA所属）の現場マネージャーを務めていると紹介された。
さわやかサチコ
清正引退後のトミタ栞の2代目マネージャー。女性。人当たりが非常にさわやかであることからこう呼ばれる。
甲子園さん
トミタ栞のスタッフ。男性。高校生時代に甲子園出場経験あり。トミタを甲子園球場での阪神-DeNA戦の観戦に連れて行き、トミタが野球に感心を持ち始めるきっかけを作った。

象さん
名前のとおり頭が象で、体は全身黒タイツのキャラクター。
毎年アパートの契約更新時期（4月）に入居しようと管理人の元を訪れるが、当初は「人間じゃない」という理由でジゴロウに断られていた。2005年4月、とうとう入居が決定したがカエラと相部屋という形になった。しかし2005年7月26日に、105号室住人ということにされた。2006年4月3日に無事契約更新、何故か態度がでかくなった。2006年4月24日に実は薬剤師であることが判明。「ダークでトゲトゲした心もこれでスベスベ...ピュアピュアクリーム♥」と「I HATE 太陽の光...ダーク・クリーム...」を作った。その後は、本業の薬剤師業に専念するため、毎年4月のアパート契約更新時に年1回だけ出演しており、その契約更新時に冒頭で登場するのが恒例となっている。
- 「象さん」が名前であり、敬称を付けると「象さんさん」である。
- DO-BUTSの一員である
- 京都大学薬学部出身（2007年1月9日の放送で判明）

ゲッシー
2006年4月27日に突然ヴィンセントの帽子から出てきたリス（初登場はDVDソフト第2弾『saku saku Ver.2.0 ヴィンの復習』）。名前の由来はリスがげっ歯類であることから。声の担当は黒幕（ボイスチェンジャー使用）。ヴィンセントが日本に来る前によく遊んでいたが、ヴィンセントを追って日本に泳いできたため急遽入居。ヤンマガを愛読し、『カイジ』と『湾岸MIDNIGHT』のブラックバードが好き。
普段はヴィンセントの帽子の中にいるが、ヴィンセントが「ボルケーノ」を発した際に体が燃えてしまった事から、ボルケーノ時には事前に避難するようになった。クイズアムステルDAMのコーナーのタイトルコールには当初は必ず登場していたが、最近は省略されがちである。難しい用語の説明をするときにも現れる。予想外に人気が出てしまったのを焦っているらしい。2007年春頃はヴィンセントの帽子から頻繁に放り出され、適当に扱われていることが多かった。
また、ヴィンセントの帽子から放り出された際に中村優は必ず「ゲッシーが、出た〜!」というリアクションを示す。得意なギャグは、ダンディ坂野の持ちギャグ「ゲッツ!!」を真似した「ゲッシ!!」。
2011年には「木の実戦争」にまきこまれていたが、戦争を収めることに成功した。しかし、お尻の穴のあたりを怪我してしまった（2011年10月25日放送より）。
「みんなでうたおうZ」では、ハードロック調や高音の曲を披露する場合には、AC/DCに影響を受けたという「ゲッシー/DC」というバンド名で披露され、ゲッシーがボーカルになる。

### NANAE時代
くりかまき→あゆみくりかまき
「カシカシかながわみらい店」新人アルバイト店員の自称熊。当初は「くりかまき」としてくりか・まきの2人（2頭）だったが、2014年5月にあゆみがメンバーに加入し、3人（3頭）での出演となった。詳しくは本人の項参照。オープニングおよびそれぞれの担当コーナーのみ顔出しで出演し、それ以外の間はガヤ要員に廻る。
- 愛称:「あーちゃん（あゆみ）・くぅちゃん（くりか）・まっちゃん（まき）」

2016年4月1日降板。
常連さん
たまにスタジオ見学に来ては高価な差し入れ、お土産を持ってくる人。万能人で2015年のクリスマスには顔出しで収録中にクリスマスモールを作りあげた。2016年4月4日以降登場していない。

## 準レギュラーゲスト

### 番組コーナー担当
番組内のコーナー担当として出演した準レギュラーは以下のとおり。
- コブクロ - 週1回コーナー「ちくわ部」「週間コブクロ塾」を担当。
- DEPAPEPE - 週1回コーナー「インストDE委員会」および月1回コーナー「続DEPAPEPE学園」を担当。
- Rihwa - 月1回コーナーを担当。
- 三原勇希 - 週1回コーナー「新星堂・神奈川県内週間CD売り上げランキング」にチャート娘として出演。
- さくら学院 - 菊地最愛と水野由結が週1回コーナー「新星堂・神奈川県内週間CD売り上げランキング」にチャート娘として出演。一旦出演終了したがその後月2回コーナー「さくら学院の知っておいて損することなんて、ゼッタイない！」でさくら学院のメンバー二人が代わる代わる担当。
- MONOBRIGHT - 月1回コーナーを担当。

### 今週のゲスト
saku sakuの「今週のゲスト」に3回以上出演すると「名誉会員」になる、と2006年6月にユンナが3度目の出演をした際に黒幕が発言した。
3回以上出演しているゲストは以下のとおり。(2014年4月時点)
| 17回 | DEPAPEPE |
| 16回 | いきものがかり |
| 12回 | Crystal Kay、平原綾香、一青窈 |
| 11回 | スキマスイッチ、たむらぱん、アンジェラ・アキ |
| 9回  | スガシカオ、秦基博、miwa |
| 8回  | 木村カエラ |
| 7回  | コブクロ、パペットマペット、Psycho le Cemu、チャットモンチー、中孝介 |
| 6回  | LITTLE、Rihwa |
| 5回  | BON-BON BLANCO、ユンナ、FUNKY MONKEY BABYS、FLiP、星野源、MONOBRIGHT |
| 4回  | RUN&GUN、一十三十一、RYTHEM、松下優也、藍坊主、Skoop On Somebody、まきちゃんぐ、キリンジ、南波志帆、7!!、吉田山田                                                                                                   |
| 3回  | ASIAN KUNG-FU GENERATION、ステファニー、風味堂、つじあやの、CORE OF SOUL、D-51、ケイタク、湘南探偵団、サカノウエヨースケ、キンモクセイ、CHARCOAL FILTER、キマグレン、藤澤ノリマサ、カサリンチュ、ティーナ・カリーナ |

- ゲストがグループ（バンド等）の場合、一部メンバーのみ出演する場合やグループ体制変更等により、メンバーによってはグループ出演回数と自身の登場回数が異なる場合がある（初期は出演メンバーを厳選していたキンモクセイ、メンバー脱退により人数が減ったチャットモンチー、メンバーの都合で1人での出演となったSkoop On Somebodyなど）。
- 現時点で歴代MCの5名全てと共演したゲストは一青窈のみである。次点となる歴代MCの4名と共演したゲストは以下のとおり。

(あかぎ、木村、中村、三原と共演) - Crystal Kay
(木村、中村、三原、トミタと共演) - Skoop On Somebody、スキマスイッチ、アンジェラ・アキ、DEPAPEPE、平原綾香
なお、歴代パペット(ジゴロウ、ヴィンセント、ポンモップ)と全て共演したゲストも一青窈のみである。
- KREVAはBY PHAR THE DOPESTで1回出演している。これを含めれば通算3回の出演となる。
- 大橋卓弥はスキマスイッチとは別にソロ名義で2回出演している（2008年2月第2週、6月第4週）。これを含めれば大橋のみ通算13回の出演となる。
- 中孝介はスタジオ（=屋根の上）でのゲストは5回になるが、それ以外では奄美大島でのロケ(2007年7月9日週、2010年11月1日週)に出演している。この内、初登場の2007年7月9日週では、その大部分に出演していることから、上記回数としてカウントしている。また、2011年4月4日週には元ちとせとのユニット『お中元』として出演している。これらを含めれば通算9回の出演となる。
- Neat'sはRYTHEMとは別にソロ名義で2回出演している（2012年1月31日週、2013年2月11日週）。これを含めればNeat'sのみ通算6回の出演となる。
- ヒダカトオルはBEAT CRUSADERSとして2回（2006年9月第3週、2008年6月第2週）、MONOBRIGHTとして2回（2011年5月第2週、2012年11月第1週）出演している。そのためMONOBRIGHTのメンバーとしては途中加入であるが、出演回数は4回である。

## 会話の話題に上がった人物
大怪獣くみ子
木村カエラの母。木村カエラの「木村」という苗字は「カエラ」という名前に比べてインパクトが小さいので違う苗字を考えようというネタから始まった呼び名。苗字を視聴者に募集したところ「大怪獣」という投稿があり、それを聞いたカエラが「じゃあ私のお母さんは大怪獣くみ子じゃん」と言ったことから定着した。
たつ子怪獣
木村カエラの叔母（大怪獣くみ子の妹）。赤坂で喫茶店を経営している。
ちかちゃん
木村カエラの友人。カエラのスケジュールを本人より把握している。
MR. FORGET（ミスターフォゲット）
木村カエラが曲をリリースするコロムビアの木村カエラ担当者。あまりにも忘れ物が多いためヴィンセントに話のネタにされていた。2006年3月27日放送の「木村カエラ辞職会見」において記者役として番組内で発言した。
加藤ローサ
木村カエラと当時同じ事務所に所属していたタレント（現在は別事務所に移籍）。木村時代末期に話題になった。DEPAPEPEが加藤のラジオ番組に出演していたのを木村は家で聞いていて、DEPAPEPEの二人がデレデレしまくりだったので「私の時と態度が違う」と憤慨した。
『DEPAPEPEはカエラよりローサが好き』という歌も作られた。
パンチ市場
中村優の父の番組内での呼び名。市場で働いており、若い頃はパンチパーマをかけていた事に由来する。なお、父はこのパンチ市場という呼び名を本気で嫌がっているとの旨が、中村のブログに掲載されている。奈良県出身。
番組内では、妹に次いでよく話題に挙がる人物である。
2008年2月1日の放送で成人式記念で撮った家族写真を紹介した際に初めて顔が出た。
HPには上記の成人式以外にも、2006年に家族揃っての初詣の家族写真で顔が写っていることを確認できる。
黒幕はこの父親の話題に触れる際、自分とほぼ同世代のようなことを時折ほのめかしていた（なお、年齢は2008年4月11日の放送で46歳と本人の口より公開）。
マホコ
三原勇希の友人。miwaとの共通の友人であるため miwaのゲスト出演時はもちろんのこと、それ以外でも話題に上がることがあった。三原によれば、マホコ本人はsaku sakuを観られる環境にないため観ていない、とのことである（2010年12月8日放送分より）。
平成22年度のサクサク流行語大賞にて第3位になった（2011年4月6日放送分）。
2012年3月16日の放送のゲストコーナー（当日のゲストはmiwaであった）にて、サプライズゲストとして登場。三原の卒業を祝い花束を持って現れた。マホコの動画が放送に登場したのはこれが唯一である。これにより屋根の上での三原、miwa、マホコの3ショットが実現した。ただし顔出しNGとのことで顔は画像処理で隠されていた。
じむ（北海道テレビ放送・藤村忠寿ディレクター）
saku sakuと同じくローカル人気番組の『水曜どうでしょう』のディレクターとして知られる。ジゴロウが歌った江別のうたを「歌声が酷い」と発言したことから、ジゴロウが『千と千尋の神隠し』よろしく名前から「ふ」と「ら」を奪った（初めは「ら」だけをとり、「ふじむ」とした）。自分の作ったVTRを誰よりも賛美するなど根本的な部分は非常に似ている（ご意見番談）。2005年5月10日放送のジゴロウ誕生日にはお祝いメッセージを送るが、ジゴロウをゴジロウと（わざと）間違えた。そのため、ジゴロウは北海道に往復5万円で殴りこみをかけることに。
2009年6月3日放送分で、DEPAPEPE「紫陽花」のPVメイキングにて画面に登場。徳岡が「水曜どうでしょう」のファンということで依頼したとのことだったが、長い付き合いなのに、sakusakuスタッフを差し置いて藤村Dに依頼した事に対し、ヴィンセントは「徳岡は『sakusaku』より『水曜どうでしょう』をとった。2度と口聞かねえからよ」と発言。
社長
黒幕が学生の頃アルバイトをしていた「窓掃除の会社」の社長。「アンタ本物だよ〜」が口癖で、黒幕を通してジゴロウやヴィンセントが度々真似をしている。その際のテロップは、古印体風のフォントで表示される。他の口癖として「そんなトコいいから早く帰ろうよ」「帰りなんか食べてくかい?」など。一人称は「アタシ」で二人称は「アンタ」である。
武内P（ミューコム・武内和之プロデューサー）
番組プロデューサー（tvkコミュニケーションズ・ミューコムカンパニー社員）、黒幕、浪人生Neoの上司。業界きっての音楽通あり、作詞も手がける。その手腕をもって木村カエラをメジャーデビューさせた人物として知られる。
番組上では「武内Pのテーマ」（詳しくはみんなでうた参照）で実体化される。公式サイトの「ひとり言」をせっせと更新していることを黒幕から披露される。すると「あれ（ひとり言）は黒幕さんが更新していると思っていたのに…」と視聴者からメールが来た。
脳内メーカーで脳内が「悩」の文字で埋め尽くされていることを中村優から明かされる。
「ひとり言」では、黒幕のことを「黒幕君」と呼び、業務命令の時に厳しく律する（奄美大島ロケの際、黒幕が暑さに参っている様子を見て「黒幕君が山男であることは十分承知しているが、これも仕事のうちだ」と書いた）。
金田真人ディレクター逝去時には精神的に相当参った様子を綴り、その週に黒幕と一緒に一青窈の京都ライブに招待されており、「こんなにやりきれないことはない」と言いながら、「せっかく呼ばれたのだから見に行くんだ」と記した。
趣味はゴルフ。しかし、黒幕が「トークのストライキ」を行っている際に、パペットマペットから「武内Pは（呑気に）ゴルフの素振りしてましたよ」と暴露され、黒幕は「武内Pのあれ（素振り）はクリケットだから」とジョークを返された。
番組のタイアップ企画で、中村優がホノルルマラソンに挑戦した際、自ら撮影カメラを回しながら、中村らとともに完走した。
番組プロデューサーとしては、2009年6月まで音楽業界で「ベアーさん」の名で呼ばれる熊谷典和（米子らの上司）もいたが、こちらは番組の話題に上ったことはない。ただし、2005年に「収録していたトークがどうしても"大人の事情"で放送できなくなった」ため、本社5階のミューコムフロアで米子が飼う相模守亀吉をバックに増田ジゴロウ（黒幕）とペパー（ご意見番）のつなぎトークを収録し、そのVTRで穴埋めした。その際、亀吉の水槽の下の引出しステッカーに「熊谷」の名が確認された。米子らが所属するtvk音楽班は、ミューコムとほぼ一体化されており、仕事をするのも米子が亀を飼うのもミューコムフロアである事情を反映している。
諸葛孔明
2006年10月12日放送分の会話で登場。番組の編集を担当。諸葛孔明の采配次第で「この画を使う、このトークを使う」と決めている。命名の由来は「泣いて馬謖を斬る」（オンエアの尺に合わせるため泣く泣く面白い場面をカットしているから）。
ぶらっくさむらい
ギフト☆矢野の後輩芸人。カメルーンと日本のハーフである。「褐色の男性」を自称する矢野より色が黒いなどとたびたび矢野が話題にとりあげている。
2013年7月15日週には、休暇を取った矢野の代打として屋根の上に登場した。

## 企業広報
ゲーム、DVD等の宣伝コーナーに登場する企業広報担当者。芸能人ではなく、一般の会社員がほとんどである。しかし独特なキャラクターも多く、何度か登場するうちに視聴者から高い人気を誇る担当者も存在する。主にDVD関連は水曜日の3ブロックに、ゲーム関連は木曜日の3ブロック目にコーナーが持たれている。バンプレスト及びバンダイナムコゲームス関連の広報は金曜4ブロックに出演することが多い（2009年4月度の放送よりこの傾向が続いている）。
トリロジー鈴木
当初ワーナーホームビデオ宣伝として登場。お調子者の中年男性。映画『マトリックス』のDVD紹介時に「トリロジー」という言葉を連発したことで、黒幕から「トリロジー鈴木」と呼ばれるようになり、それを本人も気に入りトリロジー鈴木を自称するようになった。なお、これ以後はこの名前で他局のDVD紹介コーナーにも出演歴がある。
2011年3月にアニプレックスに移籍して登場。
豊田さん
ゲームコーナーに広報担当として登場する女性。現在はカプコン所属。香川県出身。ゲームの広報を担当しながらもゲームが下手で、数々の「見本プレイ」をしてみせているがほとんど上手くいかず。マイクロソフト担当時代、Xbox 360が発売になった際は、何と自身で撮影・編集したVTRをsaku sakuに直接投稿するという荒業をみせた。このVTRがあまりにシュールで意味不明だったため、黒幕から「世界の監督・世界の豊田」と呼ばれるようになった。その後カプコンの広報に転職し、2006年5月19日にカプコン広報としての番組初登場。なお、マイクロソフト時代以前にはタイトーの広報を担当していた。
その容姿や、ほのぼのしたキャラクターから「saku sakuが生んだゲーム界のアイドル」と一部で呼ばれた。2008年秋の、屋根の上が腐海化している状況時に出演した際には“腐海美人”なるキャッチコピーをカンカンに囃された（2008年10月3日の放送にて）。
原因不明で顔が腫れてしまった事があり、その時とsaku saku向けのVTR収録日が重なっていたため、その姿で商品PRに登場した事がある。
イカ蔵
カプコン宣伝。本名は山本。男性。ゲーム紹介コーナーに登場する。歌舞伎役者のような風貌とよく通った声から、当初「歌舞伎中村」と命名される。その後、現在のイカ蔵へ改名。
ヒットマン中村
当初、SEGA宣伝としてゲーム紹介コーナーに登場し、黒髪の長髪、サングラスに革手袋、ロングコートと全身黒ずくめなのが特徴の男性。普段着からその格好であるため、同僚から「まるでヒットマンみたいだな」と言われたのが名前の由来。キャッチコピーは“闇夜のスナイパー”で、登場する度にそう呼称するのが定番となっている。
本人の主演・企画、浪人生の撮影・編集による映像も度々放映されていた。
しばらく出演がなかったが、2013年5月23日に台湾のゲームメーカーUnalisの宣伝で久々に登場した。

福嶋さん
SCEJソニー・コンピュータエンタテインメント広報。ゲーム紹介コーナーに登場する男性。「福ちゃん」と呼ばれる。自称「なごみキャラ」だがヴィンセントいわく「夜の福嶋はなごんでない」とのこと。
辻もん
バンダイナムコゲームス広報。ゲームコーナーに登場する男性。当初はバンプレスト広報として本名（辻本さん）で出演していた。2008年、このページ（Wikipedia「sakusakuの出演者」）に同僚であるラッキー若山やハッピー柿岡について記載された事を知り「ハッピーが載っていて僕が載っていないのは、どうしても納得がいかない!」と番組出演時に訴え、このページに自分の名を残す事を自ら希望していた。
その後、本項目に記述が掲載され、しかもその掲載順序が若山&柿岡より先であったことから、（辻本の）自作自演ではないか? とヴィンセントに疑惑を持たれた。
ラッキー若山に対抗してスーツを着用し真面目路線で行くと宣言したが、暑いからという理由で一回のみに終わった。
コーナーの最後に「エイッ! エイッ! 王!」や「エイッ! エイッ! A（エイ）!」などの持ちギャグを披露し、周囲を微妙な空気にしてコーナーを終了させる技を駆使する。
2008年2月14日の放送分をもって「引退」を表明し、新しいギャグの「さよ奈良の大仏」を披露したものの不発に終わったため、いつもどおりの「エイッ! エイッ!A!」で最後を飾った。
2008年3月27日の放送分においてsaku saku 2007年度会社員・オブ・ザ・イヤーに選ばれたことが発表された。
2008年4月24日放送分で、バンダイナムコグループの再編により所属が変わり、バンダイナムコゲームスの社員として出演。
2009年、担当を後任のチャック小美野に譲り降板するが、2010年のチャック小美野の降板に伴い、三度復帰している。
スマイリー戸矢（戸矢祐貴）
バンプレスト販促。ロト事業部所属で「一番くじ」のプロモーションを担当。黄色い帽子と黄色いシャツがトレードマーク。名前の通り、にこやかな男。
埼玉県生まれの西武ライオンズファン。入社試験で「『ドラゴンボール』が好き」と答えるほど作品を愛している（2011年12月2日放送分）。
ウィキペディアの本ページを定期的に閲覧しており、同僚であるラッキー若山やハッピー柿岡については本ページに記載があったにもかかわらず、自分については記載がなかったことを気にしていた。「（ドラゴンボールの）神龍に願い事をするなら、『ウィキペディアに載ること』」とオンエアで口にしたほどである（2011年12月2日放送分）。
エンジョイ坂斉
バンプレスト販促。眼鏡をかけあごひげを蓄えた痩身の男性。
ポケットモンスター主人公のサトシと同名であることが発覚してから、黒幕からたびたび「サトシ」と弄られるようになる。
田中ちゃん（田中秀一）
ビナウォーク広報担当。短髪で気さくな雰囲気の男性。ビナウォークのコーナーを担当。開催イベントに関連するスタッフを引き連れて登場する。ヴィンセントから田中ちゃんと呼ばれて親しまれ、2011年12月22日放送の「みんなでうたおうZ」では「田中ちゃんのうた」が流された。大のプロレスファンで、試合観戦のために番組の収録を欠席したことも（2012年8月23日放送分）。「屋根の上」シリーズ終了とともにビナウォークのコーナーも終了し、出演終了した。
足立健
上記田中ちゃん（田中秀一）と同様にビナウォーク広報担当。恰幅が良くえびす顔。黒幕曰く「金持ってそう」というその風貌から『不動産王』、『海老名一の社長顔』の異名を持つ。「屋根の上」シリーズ終了後も不定期ではあるが、ビナウォークのイベントを宣伝するため出演している。